# Liste der Straßennamen von Heilbronn
Die Liste der Straßennamen von Heilbronn nennt alle benannten Verkehrsflächen der Stadt Heilbronn inklusive deren Benennungsdatum und Erläuterungen zur Namensgebung.
| Einzelnachweise – Weblinks |

## A
- Aachener Straße (Kirchhausen), benannt 1974 nach der nordrhein-westfälischen Stadt Aachen. Hieß vorher Ludwigsburger Straße.
- Achtungstraße (Heilbronn), benannt vor 1897[1] nach dem Ehepaar Ernst Christian Achtung (1837–1874) und Auguste Louise Achtung (1844–1880), das der Stadt bedeutende Stiftungen vermachte.
- Adelberger Straße (Heilbronn), benannt 1923 nach dem Kloster Adelberg.
- Adenauerplatz (Heilbronn), benannt 1976 nach dem ersten Bundeskanzler der Bundesrepublik Deutschland Konrad Adenauer (1876–1967) anlässlich dessen hundertsten Geburtstages.
- Adlerstraße (Heilbronn), benannt 1948 nach dem Greifvogel Adler. Hieß vorher Bachstraße (ab 1893).
- Adolf-Alter-Straße (Böckingen), benannt 1929 nach dem Böckinger Bürgermeister und Ehrenbürger Adolf Alter (1876–1933). Hieß vorher Sonnenbergstraße (ab vor 1920).
- Adolf-Cluss-Brücke (Heilbronn), benannt 2005 nach dem in Heilbronn geborenen Architekten Adolf Cluss (1825–1905).
- Adolf-Grimme-Straße (Biberach), benannt 1994 nach dem Politiker Adolf Grimme (1889–1963).
- Agnese-Schebest-Straße (Sontheim), benannt 1998 nach der Sängerin Agnese Schebest (1813–1869).
- Ahornweg (Böckingen, Kreuzgrund), benannt 1958 nach dem Baum Ahorn.
- Aiblinger Straße (Frankenbach), benannt 1974 nach der bayerischen Stadt Bad Aibling. Hieß vorher Gartenstraße (ab 1957).
- Akazienweg (Neckargartach), benannt 1948 nach dem Baum Akazie. Hieß vorher Franz-Holzweber-Weg (ab 1938), Holzweberweg (ab 1938) und Herbert-Norkus-Weg (ab ca. 1933).
- Albert-Debold-Straße (Horkheim), benannt 1998 nach dem Horkheimer Ehrenbürger und Bürgermeister Albert Debold (1878–1968).
- Albert-Schäffler-Straße (Böckingen, Gewerbegebiet Böckingen Nord), benannt 1966 nach dem Albert Schäffler (1882–1958), langjähriger Heilbronner Gemeinderat zur Zeit des Wiederaufbaus.
- Albert-Schweitzer-Straße (Kirchhausen), benannt 1974 nach dem Theologen und Arzt Albert Schweitzer (1875–1965). Hieß vorher Uhlandstraße (ab 1962).
- Albert-Wagner-Straße (Klingenberg), benannt 1999 nach dem Klingenberger Lehrer und Ehrenbürger Albert Bruno Wagner (1932–1999).
- Albertistraße (Heilbronn), benannt 1962 nach dem Geologen Friedrich von Alberti (1795–1878).
- Alemannenstraße (Sontheim), benannt 1924 nach dem Volksstamm der Alemannen.
- Alexander-Baumann-Straße (Neckargartach, Böllinger Höfe), benannt 1996 nach dem Flugzeugkonstrukteur Alexander Baumann (1875–1928).
- Alexanderstraße (Heilbronn), benannt 1933 nach Graf Alexander Christian Friedrich von Württemberg (1801–1844). Vorher Teil der Kernerstraße. Der Abschnitt zwischen Dittmar- und Waiblingerstraße hieß bis 1956 Wörther Straße (benannt 1932, 1947 kurzzeitig in Wilhelm-Schäffler-Straße umbenannt).
- Alfred-Finkbeiner-Straße (Heilbronn), benannt 2003 nach dem Heilbronner Sportfunktionär Alfred Finkbeiner. Hieß vorher Schlachthofstraße (benannt 1923).
- Alfred-Minner-Straße (Heilbronn), benannt 1956 nach dem gebürtigen Heilbronner Alfred Minner (1867–1951), der nach Südamerika auswanderte und dort 1922 eine Stiftung gründete.
- Allee (Heilbronn), historische Bezeichnung für eine Baumallee die 1753 östlich der Stadtmauer, also an der Stelle der heutigen Straße, entstand. Hieß von 1933 bis 1945 Adolf-Hitler-Allee.
- Allensteiner Weg (Neckargartach), benannt 1975 nach der polnischen Stadt Olsztyn (deutsch: Allenstein).
- Allerheiligenstraße (Heilbronn, Altstadt), vor 1901 Allerheiligengasse (historisch), benannt nach der hier befindlichen Kapelle Allerheiligen.
- Allmendweg (Biberach), benannt 1973 nach einem Flurnamen.
- Almosengartenweg (Horkheim), benannt 1955 nach einem Flurnamen.
- Alter Hochweg (Klingenberg), benannt 1974 nach einer früheren Wegverbindung zum Heuchelberg.
- Alter Mühlweg (Kirchhausen), benannt 1974 nach einer ehemals dort befindlichen Mühle. Hieß vorher Mühlweg (ab vor 1964).
- Alter Rathausweg (Frankenbach), benannt 1974 nach dem ehemaligen Frankenbacher Rathaus. Hieß vorher Alte Rathausgasse (ab ca. 1930) und Schulgässle (historisch).
- Altnachtstraße (Biberach), benannt 1952 nach einem Flurnamen.
- Am Förstle (Biberach), benannt 1967 nach einem angrenzenden Waldstück.
- Am Gesundbrunnen (Böckingen/Neckargartach), benannt 1962 nach dem gleichzeitig errichteten Klinikum am Gesundbrunnen.
- Am Hohrain (Heilbronn), benannt 1945 nach einem Flurnamen, abgeleitet von dessen Lage am Hochufer östlich des Neckars. Hieß früher Besigheimer Straße (kurzzeitig 1947/48), Weddigenstraße (1933–1945) und Hohrainstraße (ab 1923).
- Am Kieselmarkt (Heilbronn, Altstadt), benannt 1950, bereits 1627 als mit Kies beworfener Platz so bezeichnet. Im 17. Jahrhundert Kesselmarkt genannt (Platz der Kessler).
- Am Klingenbach (Klingenberg), benannt 1979 nach der Lage am Klingenbach.
- Am Melchiorsgraben (Sontheim), benannt 1924 nach dem Wassergraben der Sontheimer Ortsbefestigung.
- Am Mühlpfädle (Horkheim), benannt 1954. Weg zur Getreidemühle an der Schozach.
- Am Neckaruferpark (Heilbronn, Neckarbogen), benannt 2016 nach dem angrenzenden Neckaruferpark.
- Am Ratsplatz (Biberach), benannt 1974 nach dem früheren Biberacher Rathaus und heutigen Gemeindeamt an der Straße. Hieß vorher Neckargartacher Straße (ab 1935).
- Am Rotbach (Frankenbach), benannt 1974 nach der Lage beim Rotbach, einem linken Zufluss der Lein.
- Am Salzwerkplatz (Heilbronn), benannt 1939 nach dem 1883 gegründeten Salzwerk Heilbronn.
- Am Seelesberg (Heilbronn), benannt 1935 nach einem Flurnamen ; hier befand sich früher ein See, der Bardilisee.
- Am Südbahnhof (Heilbronn), benannt 2011 nach dem Bahnhof Heilbronn Süd, auf dessen Gelände die Straße verläuft.
- Am Sülmertor (Heilbronn), benannt 1961 nach der benachbarten Bahnhaltestelle Sülmertor an der Frankenbahn. Vorher Teil der Salzstraße.
- Am Teuerbrünnle (Kirchhausen), benannt 1988 nach einem Flurnamen.
- Am Viehweg (Heilbronn), benannt zwischen 1971 und 1982 nach einem Flurnamen.
- Am Wasserturm (Klingenberg), benannt 1970 nach dem früheren Wasserturm. Die Straße entstand durch Zusammenlegung der Bergstraße (benannt 1949), der Hölderlinstraße (benannt 1952, vorher ab 1951 Siedlerstraße), der Schillerstraße (benannt 1953) und der Turmstraße (benannt 1951).
- Am Wollhaus (Heilbronn, Altstadt), benannt nach dem Wollhaus, einer früheren Woll- und Lederhalle beim Fleiner Tor. An gleicher Stelle befindet sich heute das Wollhauszentrum. Die Straße entstand in den 1970er Jahren aus der Hohen Straße (historisch, von 1939 bis 1945 Iglauer Straße), dem Wollhausplatz (vorher Am Wollhaus, Wollhausstraße (benannt 1927), vorher Wollenmarktplatz (historisch)) sowie einem Teil der Klarastraße.
- Ammernweg (Kirchhausen), benannt 1974 nach dem Vogel Ammer. Hieß vorher Amselweg (ab 1966).
- Amselweg (Biberach), benannt 1959 nach dem Vogel Amsel.
- Amsterdamer Straße (Horkheim), benannt 1955 nach der niederländischen Stadt Amsterdam, in die um 1848 zahlreiche Horkheimer Schiffsleute auswanderten.
- An der Ziegelhütte (Sontheim), benannt 1954 nach einer früher in der Nähe gelegenen Ziegelhütte.
- Andersenstraße (Kirchhausen), benannt 1974 nach dem dänischen Dichter Hans Christian Andersen (1805–1875). Hieß vorher Schillerstraße (ab 1959).
- Anemonenweg (Biberach), benannt 1974 nach der Blume Anemone. Hieß vorher Tulpenweg (ab 1970).
- Anna-Collmer-Straße (Böckingen), benannt 1991 nach der ersten Böckinger Gemeinderätin Anna Collmer (1887–1967).
- Anna-Ziegler-Brücke (Heilbronn), benannt 2021 nach der Politikerin und Heilbronner Gemeinderätin Anna Ziegler (1882–1942).
- Annalindestraße (Kirchhausen), benannt 1974 nach dem Naturdenkmal Annalinde südöstlich von Kirchhausen. Hieß vorher Steinstraße (ab 1930).
- Ansbacher Straße (Frankenbach), benannt 1974 nach der bayerischen Stadt Ansbach. Hieß vorher Nordstraße (ab 1945) und Schlageterstraße (ab 1936).
- Anton-Bühler-Straße (Kirchhausen), benannt 1956 nach dem Kirchhausener Gemeindepfarrer Anton Bühler (1885–1943).
- Armsündersteige (Heilbronn), historische Bezeichnung für den Weg zum Galgenberg, über den die zu Tode Verurteilten gingen. Früher Armensünderweg, auch Armsünder- oder Galgensteig.
- Arndtstraße (Heilbronn), benannt 1935 nach dem Publizisten Ernst Moritz Arndt (1769–1860).
- Arnoldstraße (Sontheim), benannt 1928 nach dem Sontheimer Musiker und Musikverleger Friedrich Wilhelm Arnold (1810–1864).
- Asperger Straße (Kirchhausen), benannt 1974 nach der Stadt Asperg (Landkreis Ludwigsburg). Hieß vorher Südstraße (ab 1962).
- Asternweg (Böckingen), benannt 1936 nach der Blume Aster. Hieß vorher Quellenstraße (ab 1936).
- Attichäckerstraße (Kirchhausen), benannt 1974 nach einem Flurnamen. Hieß zuvor Mühlbergstraße (ab 1966).
- Aubergweg (Heilbronn), benannt 1972 nach einer alten Bezeichnung für den Wartberg namens Auberg.
- Auerbachstraße (Heilbronn), benannt 1945 nach dem Schriftsteller Berthold Auerbach (1812–1882). Hieß vorher Hans-Schemm-Straße (ab 1935).
- Auf dem Bau (Sontheim), benannt 1924 nach der alten Bezeichnung für einen innerhalb des Ortes gelegenen Hof.
- Auf der Schanz (Böckingen), benannt 1952 nach einem Flurnamen.
- Augsburger Straße (Frankenbach), benannt 2004 nach der bayerischen Stadt Augsburg.
- August-Häußer-Straße (Böckingen, Gewerbegebiet Böckingen Nord), benannt 1966 nach dem Heilbronner Bildhauer August Häußer (* 1885, vermisst im Ersten Weltkrieg).
- August-Hornung-Straße (Böckingen, Gewerbegebiet Böckingen Nord), benannt 1948 nach dem Schneider und Politiker August Hornung (1867–1927). Hieß vorher Heinrich-Gültig-Straße (1933–1945) und  Panoramastraße (benannt vor 1920).
- August-Lämmle-Straße (Heilbronn), benannt 1951 nach dem Dichter August Lämmle (1876–1962).
- August-Läpple-Straße (Heilbronn), benannt 2006 nach dem Fabrikanten August Läpple (1885–1968), Gründer der an der Straße ansässigen Läpple AG. Vorher Teil der Imlinstraße.
- August-Mogler-Straße (Böckingen), benannt 1966 nach dem Bauunternehmer und Böckinger Ehrenbürger August Mogler (1845–1910).
- August-Rücker-Straße (Frankenbach), benannt 1959 nach dem Frankenbacher Text- und Liederdichter August Rücker (1871–1952). Hieß vorher Angelstraße (ab 1899).
- August-Schreiber-Weg (Heilbronn), benannt 1922 nach dem Kaufmann und Politiker August Schreiber (1768–1847).
- August-Wankmiller-Straße (Neckargartach, Böllinger Höfe), benannt 1996 nach dem Heilbronner Karosseriebaumeister August Wankmiller (1887–1966).
- Augustenstraße (Böckingen), benannt 1901  nach dem Bauunternehmer und Böckinger Ehrenbürger August Mogler (1845–1910).
- Austraße (Heilbronn), benannt 1907 nach dem Flurnamen In der Au im Norden von Heilbronn am Neckar.

## B
- Bachstraße (Böckingen), benannt um 1903 nach einem früheren Bach. Hieß von 1938 bis 1945 Bregenzer Straße.
- Backhausplatz (Klingenberg), benannt 1928 nach dem ehemaligen öffentlichen Backhaus.
- Backhausstraße (Frankenbach)
- Badener Straße (Heilbronn), benannt 1948 nach dem Land Baden. Hieß vorher Sigmund-Freud-Straße (ab 1947/48) und Admiral-Scheer-Straße (ab 1935).
- Badstraße (Heilbronn), benannt vor 1897[1] nach den damaligen dortigen öffentlichen Badeplätzen am Neckar.
- Bahnhofstraße (Heilbronn), benannt vor 1897[1] nach dem Heilbronner Hauptbahnhof, zu dem die Straße von der Altstadt aus führt. Hieß früher Landturmstraße (ab 1852) und Landturmweg.
- Baltenstraße (Horkheim), benannt 1974 nach dem Baltikum, aus dem viele Heimatvertriebene nach Horkheim gezogen sind.
- Balthasar-Wolff-Straße (Heilbronn), benannt 1925 nach dem Baumeister Balthasar Wolff (Geburtsdatum unbekannt, gestorben um 1564).
- Bamberger Straße (Frankenbach), benannt 1974 nach der bayerischen Stadt Bamberg. Hieß vorher Wimpfener Straße (ab 1936) und Wimpfener Weg (ab ca. 1913).
- Bauernpfadstraße (Heilbronn), benannt 1938 nach einem Flurnamen.
- Bauernstraße (Böckingen), benannt 1948 nach den früher dort befindlichen Bauernhöfen. Hieß vorher Lammstraße (ab ca. 1907), vorher Teil der Lammgasse (historisch).
- Bauleuteweg (Heilbronn), benannt 1952 nach den ursprünglich dort wohnenden Arbeitern des Baugewerbes.
- Bebelstraße (Heilbronn), benannt 1945 nach dem Politiker August Bebel (1840–1913). Hieß zuvor Schönererweg (ab 1936).
- Bechtstraße (Heilbronn), benannt 1921 nach der 1545 eingewanderten Familie Becht, die vier Heilbronner Bürgermeister gestellt hat: Ambrosius Becht (1558–1564), Georg Becht (1606–1607), Johann Georg Becht (1732–1734) und Eberhard Ludwig Becht (1796–1801).
- Beethovenstraße (Heilbronn), benannt 1927 nach dem Komponisten Ludwig van Beethoven (1770–1827).
- Behringstraße (Heilbronn), benannt 1948 nach dem Mediziner Emil von Behring (1854–1917). Hieß zuvor Sodenstraße (ab 1936).
- Bei dem Schloss (Horkheim), benannt 2008 nach der Lage bei der Burg Horkheim.
- Bensheimer Straße (Kirchhausen), benannt 1974 nach der hessischen Stadt Bensheim. Hieß vorher Stuttgarter Straße.
- Benzstraße (Heilbronn), benannt 1961 nach dem Ingenieur Carl Benz (1844–1929).
- Bergstraße (Heilbronn), benannt 1862 nach ihrer geografischen Beschaffenheit. Hieß von 1939 bis 1945 Brünner Straße.
- Berliner Platz (Heilbronn, Altstadt), benannt 1959 nach der Bundeshauptstadt Berlin. War bis Ende der 1970er Jahre nördliche Fortsetzung der Allee, die direkt in die Paulinenstraße mündete.
- Bernhäusle (Neckargartach), benannt 2014 nach einem Flurnamen.
- Bert-Brecht-Straße (Biberach), benannt 1974 nach dem Schriftsteller Bertolt Brecht (1898–1956). Hieß vorher Geibelstraße (ab 1970).
- Berwanger Weg (Kirchhausen)
- Besigheimer Straße (Heilbronn), benannt 1959 nach der Stadt Besigheim (Landkreis Ludwigsburg). Vorher Teil der Äußeren Rosenbergstraße (heutige Rosenbergstraße).
- Beutingerstraße (Heilbronn), benannt 1968 nach dem Architekten Emil Beutinger (1875–1957), Heilbronner Oberbürgermeister von 1921 bis 1933.
- Béziersstraße (Sontheim), benannt 1972 nach der französischen Stadt Béziers, seit 1965 Partnerstadt von Heilbronn.
- Bianchistraße (Sontheim), benannt 2019 nach der aus Italien stammenden Familie Bianchi, die im 18. Jahrhundert das größte Handelshaus in Heilbronn betrieb.
- Biberacher Straße (Neckargartach), benannt 1909. Alte Straße zum heutigen Heilbronner Stadtteil Biberach.
- Bibersteige (Biberach), benannt 1974 nach dem Tier Biber, namensgebend für Biberach. Hieß vorher Katzensteige (ab 1935).
- Biedermanngasse (Heilbronn, Altstadt), benannt 1952. Zuvor befanden sich in ähnlicher Lage eine Kleine und eine Große Biedermanngasse (bzw. Biedermannsgasse), bereits 1399 nach einer Familie Biedermann benannt.
- Bietigheimer Straße (Heilbronn), benannt 1947 nach der Stadt Bietigheim (heute Stadt Bietigheim-Bissingen, Landkreis Ludwigsburg). Hieß vorher Langemarckallee (ab 1833) und Randstraße (ab 1923).
- Bildungscampus (Heilbronn), benannt 2010 nach den dortigen Bildungseinrichtungen.
- Binderweg (Neckargartach), benannt 1934 nach dem Neckargartacher Ortsvorsteher Friedrich Wilhelm Binder (1876–1914).
- Binswanger Straße (Heilbronn), benannt 1901 nach der Ortschaft Binswangen, zu der die Straße führt.
- Birkenhof (Böckingen, Kreuzgrund), benannt 1936 nach dem Baum Birke.
- Bismarckstraße (Heilbronn), benannt 1895 nach dem Reichskanzler Otto von Bismarck. Hieß zuvor Badener Straße (temporär 1947) und Jägerstraße (ab 1871), davor war sie Teil der Jägerhausstraße.
- Bleichinselbrücke (Heilbronn), benannt 1956 nach der Bleichinsel, die sich im Bereich des Hallenbades und des Eisstadions befand. Der Neckararm, der sie vom Festland trennte, verlief im Bereich der Mannheimer Straße und wurde Anfang der 1950er Jahre mit Trümmern der im Zweiten Weltkrieg zerstörten Altstadt aufgefüllt.
- Bleichstraße (Heilbronn), benannt vor 1897[1] nach einer früheren Bleiche.
- Blücherstraße (Heilbronn), benannt 1913 nach dem Feldmarschall Gebhard Leberecht von Blücher (1742–1819). Hieß 1947/48 temporär Rudolf-Breitscheid-Straße.
- Blütenweg (Biberach), benannt 1974 nach den Blüten. Hieß vorher Asternweg (ab 1972).
- Blumenstraße (Böckingen), benannt 1926 nach dort befindlichen Blumengärten. Teil hieß vorher Lindenstraße (benannt zwischen 1907 und 1920).
- Blumhardtstraße (Böckingen), benannt 1948 nach dem Theologen und Landtagsabgeordneten Christoph Blumhardt (1842–1919). Hieß vorher Christoph-Blumhardt-Straße (kurzzeitig 1947/48), Bludenzer Straße (1938–1945) und Karlstraße (ab vor 1907).
- Bodelschwinghstraße (Neckargartach), benannt 1947 nach dem Theologen Friedrich von Bodelschwingh der Ältere (1831–1910). Hieß vorher Panoramastraße (ab ca. 1909). 1988 um die Lorscher Straße (benannt 1938) erweitert, gleichzeitig teilweise zur Zückwolfstraße.
- Bodenstedtstraße (Heilbronn), benannt 1927 nach dem Dichter Friedrich von Bodenstedt (1819–1892).
- Böckinger Straße (Neckargartach), benannt 1947; Straße von Neckargartach nach Böckingen. Hieß früher Hindenburgstraße (vor 1938–1945), Heilbronner Straße (ab ca. 1909) und Untere Gasse (historisch).
- Böckinger-Wasen-Weg (Böckingen), benannt 2010 nach einem Flurnamen.
- Böcklerstraße (Böckingen, Schanz), benannt 1965 nach dem Politiker und Gewerkschafter Hans Böckler (1875–1951).
- Böcklinstraße (Heilbronn), benannt 1927 nach dem Maler Arnold Böcklin (1827–1901).
- Böllinger Straße (Neckargartach), benannt 1938 nach der untergegangenen Ortschaft Böllingen. Hieß vorher Nordstraße (ab ca. 1910).
- Bönnigheimer Straße (Heilbronn), benannt 1947 nach der Stadt Bönnigheim (Landkreis Ludwigsburg). Hieß vorher Tsingtauer Straße (ab 1936).
- Bohnenbergerstraße (Heilbronn), benannt 1960 nach dem Begründer der württembergischen Landesvermessung Johann Gottlieb Friedrich von Bohnenberger (1765–1831).
- Bolzstraße (Heilbronn), benannt 1945 nach dem Politiker Eugen Bolz. Hieß vorher Herbert-Norkus-Straße (ab 1935).
- Bonfelder Straße (Biberach), benannt 1935. Straße nach Bonfeld (Gemeinde Bad Rappenau, Landkreis Heilbronn). Hieß vorher Vierrohrbrunnengasse (historisch).
- Bornweg (Sontheim), benannt 1972 nach dem Physiker Max Born (1882–1970).
- Borsigstraße (Sontheim), benannt 1972 nach dem Unternehmer August Borsig (1804–1854).
- Bottwarbahnstraße (Sontheim), benannt 1938 nach der Bottwartalbahn, die neben der Straße verlief. Hieß vorher Bahnhofstraße (ab 1926).
- Brackenheimer Straße (Böckingen), benannt 1991 nach der Stadt Brackenheim (Landkreis Heilbronn). Zuvor für einen Teil der Neckartalstraße vergeben, benannt 1951.
- Brahmsstraße (Biberach), benannt 1974 nach dem Komponisten Johannes Brahms (1833–1897).
- Brechhausstraße (Frankenbach), benannt 1913 nach einem früheren Brechhaus zur Verarbeitung von Flachs und Hanf. Hieß vorher Südstraße, abschnittsweise bis 1974.
- Breslauer Straße (Neckargartach, Sachsenäcker), benannt 1962 nach der polnischen Stadt Breslau.
- Brögerstraße (Neckargartach), benannt 1945 nach dem Dichter Karl Bröger (1886–1944). Hieß vorher Ebertstraße (ab 1945), Wilhelm-Murr-Straße (ab vor 1933) und Fritz-Ebert-Straße (ab 1930).
- Bruchsaler Straße (Böckingen, Schanz), benannt 1965 nach der Stadt Bruchsal (Landkreis Karlsruhe).
- Bruckmannstraße (Heilbronn), benannt 1899 nach der Silberwarenfabrik Peter Bruckmann & Söhne, die sich an der Straße auf dem Gelände des Landratsamtes Heilbronn befand, sowie der Familie Bruckmann, in deren Besitz die Firma über vier Generationen war.
- Brucknerstraße (Böckingen), benannt 1947 nach dem Komponisten Anton Bruckner (1824–1896). Hieß vorher Walter-Flex-Straße (1938–1945) und Goethestraße (ab ca. 1929).
- Brückenstraße (Neckargartach), benannt 1909 nach der Neckargartacher Neckarbrücke.
- Brücklespfad (Kirchhausen), benannt 1974 nach einem Flurnamen.
- Brüggemannstraße (Heilbronn), benannt 1908 nach dem Fabrikanten Ludwig Brüggemann (1825–1900), Gründer der in der Nähe ansässigen Brüggemann-Gruppe.
- Brünnlesstraße (Neckargartach), benannt 1945 nach einem Flurnamen. Hieß vorher Ostmarkstraße (ab 1938) und Brunnenstraße (ab ca. 1934).
- Bruhweg (Böckingen), benannt 1983 nach einem Flurnamen. Vorher Teil der Heckenstraße (ab 1981).
- Brunnenstraße (Biberach), benannt 1935 nach einem früher dort befindlichen Brunnen.
- Buchener Straße (Neckargartach, Industriegebiet Neckarau), benannt 1972 nach der Stadt Buchen (Neckar-Odenwald-Kreis).
- Buchenhof (Böckingen, Kreuzgrund), benannt 1936 nach dem Baum Buche.
- Buckelgärten (Kirchhausen), benannt 2022 nach einem Flurnamen.[2]
- BUGA-Brücke (Heilbronn), benannt 2021 nach der Bundesgartenschau 2019, die auf dem Gelände des Stadtteils Neckarbogen stattfand.
- Bundschuhstraße (Sontheim), benannt 1938 nach dem Bundschuh, Symbol der Bundschuh-Bewegung im Deutschen Bauernkrieg. Hieß vorher Mühlstraße (ab 1904).
- Bunsenstraße (Böckingen), benannt 1948 nach dem Chemiker Robert Wilhelm Bunsen (1811–1899). Hieß vorher Reichpietschstraße (ab 1947/48), Robert-Mayer-Straße (ab 1945), Gregor-Schmid-Straße (ab 1934) und Karl-Liebknecht-Straße (ab 1930).
- Burenstraße (Heilbronn), benannt 1901 nach den Buren in Zusammenhang mit dem Zweiten Burenkrieg.
- Burgstallstraße (Frankenbach), benannt 1902 nach einem Flurnamen.
- Burgundenstraße (Frankenbach), benannt 1974 nach dem Volksstamm der Burgunden. Hieß vorher Keltenstraße (ab 1936).
- Bussardstraße (Biberach), benannt 1974 nach dem Vogel Bussard. Hieß vorher Nordbergstraße (ab 1952).

## C
- Cäcilienbrunnenstraße (Heilbronn), benannt 1911 nach dem Cäcilienbrunnen am Ende der Straße.
- Cäcilienstraße (Heilbronn), benannt 1843 nach einem von der Cäcilienbrunnenleitung gespeisten Brunnen, der sich früher am Ende der Straße befand. Hieß von 1940 bis 1945 Prager Straße.
- Campusbrücke (Heilbronn), benannt 2015 nach dem Bildungscampus, dessen beide Teile sie verbindet.
- Carl-Zeiss-Straße (Biberach/Kirchhausen), benannt 1974 nach dem Unternehmer Carl Zeiß (1816–1888). Hieß vorher Gottlieb-Daimler-Straße.
- Charlottenstraße (Heilbronn), benannt 1905 nach Charlotte Auguste von Bayern (1792–1873), der ersten Ehefrau Wilhelms I. Hieß früher Marbacher Straße (kurzzeitig 1948) und Tiroler Straße (1938–1945).
- Christian-Leichtle-Straße (Klingenberg), benannt 1999 nach dem Gründer der Volkshochschule Heilbronn Christian Leichtle (1892–1949).
- Christophplatz (Heilbronn), benannt 1927 nach Herzog Christoph von Württemberg (1515–1568). Hieß 1947 temporär Rosa-Luxemburg-Platz.
- Christophstraße (Heilbronn), benannt 1899 nach Herzog Christoph von Württemberg (1515–1568). Hieß 1947 temporär Thälmannstraße.
- Claudiusweg (Heilbronn), benannt 1956 nach dem Dichter Matthias Claudius (1740–1815).
- Cleebronner Weg (Heilbronn), benannt 1948 nach der Ortschaft Cleebronn (Landkreis Heilbronn). Hieß vorher Haigernweg (ab 1947/48) und Karolinenweg (ab 1936).
- Clußstraße (Heilbronn), benannt 1931 nach der Heilbronner Familie Cluss. Ihr gehörten der Architekt Adolf Cluss (1825–1905) und dessen Halbbruder August Cluss (1832–1904), Gründer der Brauerei Cluss, an.
- Cronbergstraße (Sontheim), benannt 1938 nach dem Hochmeister des Deutschordens Walther von Cronberg (vor 1480–1543).

## D
- Damaschkestraße (Sontheim), benannt 1938 nach dem Führer der Bodenreformerbewegung Adolf Damaschke (1865–1935). Hieß vorher Randsiedlungsstraße (ab ca. 1934).
- Dammstraße (Heilbronn), benannt vor 1897[1] nach einem früheren Neckarschutzdamm.
- Danziger Straße (Neckargartach, Sachsenäcker), benannt 1962 nach der polnischen Stadt Danzig.
- Daucherweg (Heilbronn), benannt 1936 nach einer alteingesessenen Gärtnerfamilie Daucher.
- David-Friedrich-Strauß-Straße (Sontheim), benannt 1924 nach dem Schriftsteller David Friedrich Strauß (1808–1874).
- Defreggerstraße (Heilbronn), benannt 1933 nach dem Maler Franz Defregger (1835–1921).
- Deinenbachstraße (Sontheim), benannt 1924 nach ihrer Lage am Deinenbach. Hieß vorher Bachstraße (ab ca. 1921); 1931 um das Mannengängle (benannt ca. 1921) ergänzt.
- Derfflingerstraße (Böckingen), benannt 1938 nach dem Feldmarschall Georg von Derfflinger (1606–1695). Hieß früher Vogelsangstraße (kurzzeitig 1947/48) und Jägerstraße (benannt von 1920 bis 1926).
- Deutschhofstraße (Heilbronn, Altstadt), Benennungsdatum unbekannt, benannt nach dem angrenzenden Deutschhof
- Deutschordenstraße (Sontheim), benannt 1924 nach dem Deutschen Orden, von 1291 bis 1805 Ortsherr in Sontheim. Hieß vorher Querstraße (ab ca. 1912).
- Deutschritterstraße (Kirchhausen), benannt 1974 nach den Deutschrittern. Hieß vorher teilweise Deutschordenstraße (benannt 1930), teilweise Biberacher Straße (ab 1930) und Falltorgasse (historisch).
- Diedenhofer Weg (Heilbronn), benannt 1938 nach der französischen Stadt Thionville (deutsch: Diedenhofen). Hieß 1947 temporär Heinrich-Stroh-Straße.
- Dieselstraße (Heilbronn), benannt 1958 nach dem Ingenieur Rudolf Diesel (1858–1913).
- Dinkelsbühler Straße (Heilbronn), benannt 1948 nach der bayerischen Stadt Dinkelsbühl. Hier vorher Klagenfurter Straße (ab 1938).
- Distelfinkweg (Böckingen, Kreuzgrund), benannt 1974 nach dem Vogel Distelfink. Hieß vorher Nachtigallenweg (ab 1936).
- Dittmarstraße (Heilbronn), benannt 1901 nach der Heilbronner Stahlwarenfabrik Dittmar und deren Gründer Johann Georg Dittmar (1762–1868). Standort der Villa Dittmar.
- Dobrudschastraße (Sontheim), benannt 1988 nach den Dobrudschadeutschen.
- Donnbronner Straße (Heilbronn), benannt zwischen 1971 und 1982 nach dem Weiler Donnbronn (Teil von Untergruppenbach, Landkreis Heilbronn), zu dem die Straße vom Jägerhaus führt.
- Dörnlestraße (Frankenbach), benannt 1913 nach einem Flurnamen. Hieß vorher Sandstraße bzw. Sandweg (ab vor 1891); 1974 um die Kurze Straße (benannt 1892) ergänzt.
- Dorfgraben (Böckingen), benannt 1952 nach einem Flurnamen. Hieß vorher Kirchstraße (ab 1945), Steiermarkstraße (ab 1938) und abschnittsweise Kirchstraße und Friedhofstraße (beide ab 1907).
- Dorfplatz (Böckingen), benannt 1952. Platz in Böckingens historischer Ortsmitte.
- Dr.-Hoffmann-Straße (Kirchhausen), benannt 1952 nach dem Kirchhausener Arzt und Ehrenbürger Hermann Hoffmann (1860–1932). 1974 um die Gartenstraße, die Kurze Straße und die Schafhausstraße (alle benannt 1952) ergänzt.
- Drosselweg (Biberach), benannt 1959 nach dem Vogel Drossel.
- Drosteweg (Heilbronn), benannt 1936 nach der Dichterin Annette von Droste-Hülshoff (1797–1848).
- Dühringstraße (Heilbronn), benannt 1938 nach dem Philosophen und Antisemiten Eugen Dühring (1833–1921). Hieß vorher Gröberstraße (ab 1928).
- Dürerstraße (Neckargartach), benannt 1956 nach dem Maler Albrecht Dürer (1471–1528).

## E
- Eberbacher Weg (Kirchhausen), benannt 1974 nach der badischen Stadt Eberbach. Hieß vorher Fürfelder Weg.
- Eberhard-Gmelin-Straße (Heilbronn), benannt 1981 nach dem Heilbronner Stadtarzt Eberhard Gmelin (1751–1809).
- Eberlinstraße (Sontheim), benannt 1955 nach dem Maler Peter Eberlin (ca. 1560–1623).
- Eberstädter Straße (Heilbronn), benannt 1950 nach der Ortschaft Eberstadt (Landkreis Heilbronn). Hieß zuvor Eberstädter Weg (ab 1947/48) und Wachaustraße (ab 1938).
- Eckenerstraße (Sontheim), benannt 1972 nach dem Luftschiffbauer Hugo Eckener (1868–1954).
- Eckweg (Horkheim), benannt 1974 nach einem Flurnamen. Hieß vorher Lerchenstraße (ab 1964).
- Edisonstraße (Heilbronn), benannt 2002 nach dem amerikanischen Erfinder Thomas Alva Edison (1847–1931).
- Eduard-Bader-Straße (Böckingen), benannt 1991 nach dem Volksschulrektor und Böckinger Ehrenbürger Eduard Bader (1858–1926).
- Eduard-Hilger-Straße (Böckingen), benannt 1996 nach dem Unternehmer Eduard Hilger (1900–1974).
- Ehrlichstraße (Heilbronn), benannt 1948 nach dem Mediziner Paul Ehrlich (1854–1915). Hieß vorher Oßwaldstraße (ab 1936).
- Eibenweg (Böckingen, Kreuzgrund), benannt 1958 nach dem Baum Eibe.
- Eichelberger Weg (Heilbronn), benannt 1936 nach der Ortschaft Eichelberg (Landkreis Heilbronn, heute Gemeinde Obersulm).
- Eichendorffstraße (Heilbronn), benannt 1935 nach dem Dichter Joseph von Eichendorff (1788–1857). Hieß vorher Herweghstraße (ab 1925).
- Eichenhof (Böckingen, Kreuzgrund), benannt 1936 nach dem Baum Eiche.
- Eichgasse (Heilbronn, Altstadt), historische Bezeichnung. Hieß 1441 Euchgäßlin, 1450 Ychgäßlin. Wohl nach dem Geschäftsraum des Eichmeisters in der Nähe des Kirchbrunnens.
- Eichhäuser Straße (Kirchhausen), benannt 1974 nach dem Eichhäuser Hof bei Bonfeld (Gemeinde Bad Rappenau). Hieß vorher Nordstraße (ab 1952).
- Eigenheimstraße (Heilbronn), benannt 1928 nach der Eigenheim-Baugesellschaft, die die Häuser in dieser Straße errichtete.
- Einsteinstraße (Heilbronn), benannt 1948 nach dem Physiker Albert Einstein (1879–1955). Hieß zuvor Ludendorffstraße (ab 1935).
- Eisenbahnstraße (Böckingen), benannt 1907 nach dem Verlauf entlang der Frankenbahn.
- Eisvogelweg (Horkheim), benannt 1984 nach dem Vogel Eisvogel.
- Elbinger Straße (Neckargartach), benannt 1975 nach der polnischen Stadt Elbląg (deutsch: Elbing).
- Elisabeth-Selbert-Straße (Biberach), benannt 2020 nach der Politikerin Elisabeth Selbert (1896–1986).
- Elisabethenstraße (Böckingen), benannt 1948, Grund der Namensgebung unbekannt. Hieß vorher Carlo-Mierendorff-Straße (ab 1947/48) und Luisenstraße (benannt zwischen 1907 und 1920). Östlich der Kastellstraße 1960 aufgehoben.
- Elise-Heß-Straße (Biberach), benannt 1994 nach der Biberacher Hebamme und Politikerin Elise Heß (1898–1987).
- Ellwanger Straße (Heilbronn), benannt 1920 nach der württembergischen Stadt Ellwangen, bei der damals ein Gefangenenlager für Offiziere bestand. Die Baracken dieses Lagers wurden an die Straße gebracht und zu Familienwohnungen ausgebaut.
- Elsa-Sitter-Weg (Sontheim), benannt 2006 nach Elsa Sitter (1936–2000), Gründerin des Hilfswerkes meseno, das in der Nähe seine Zentrale hat.
- Elsternweg (Biberach), benannt 1974 nach dem Vogel Elster. Hieß vorher Taubenweg (ab 1973).
- Endgasse (Heilbronn, Altstadt), vom 15. bis 17. Jahrhundert Entengasse, nach dem Vogel Ente.
- Enge Gasse (Horkheim), benannt 1932 nach ihrem Verlauf. Hieß vorher Rathausgasse (ab ca. 1932), Hintergässle und Enge Gasse, die längere (historisch).
- Entenstraße (Neckargartach), benannt 1909 nach dem Wasservogel Ente. Hieß vorher Entengässle (historisch).
- Eppinger Straße (Böckingen), benannt 1948 nach der Stadt Eppingen (Landkreis Heilbronn). Hieß vorher Johann-Rieser-Straße (kurzzeitig 1947/48) und Wilhelmstraße (ab 1876).
- Erhard-Schnepf-Gasse (Biberach), benannt 1974 nach dem Theologen und Reformator Erhard Schnepf (1495–1558). Hieß vorher Kirchgasse (historisch).
- Erhardgasse (Heilbronn, Altstadt), historisch, zeitweise Erhardsgasse. Wohl nach einem Personennamen.
- Erich-Mendelsohn-Straße (Heilbronn, Neckarbogen), benannt 2016 nach dem deutsch-britischen Architekten Erich Mendelsohn (1887–1953).
- Erlachweg (Heilbronn), benannt 1948 vermutlich nach der österreichischen Gemeinde Bad Erlach. Hieß vorher Reisbergweg (ab 1947) und Eisenstädter Weg (ab 1938).
- Erlenbacher Straße (Heilbronn), benannt 1948 nach der Ortschaft Erlenbach im Landkreis Heilbronn. Hieß vorher Nietzschestraße (ab 1938) und David-Friedrich-Strauß-Straße (ab 1921).
- Erlenweg (Böckingen, Kreuzgrund), benannt 1951 nach dem Baum Erle.
- Ernst-Abbe-Straße (Biberach/Kirchhausen), benannt 2002 nach dem Physiker Ernst Abbe (1840–1905).
- Ernst-Bader-Straße (Horkheim), benannt 1974 nach dem Maler Ernst Bader (1860–1915). Hieß vorher Friedenstraße (ab ca. 1932).
- Ernst-Jäckh-Straße (Heilbronn), benannt nach dem Schriftsteller und Publizisten Ernst Jäckh (1875–1959), von 1902 bis 1912 Chefredakteur der Heilbronner Neckar-Zeitung.
- Ernst-Wecker-Straße (Sontheim), benannt 1972 nach dem Ingenieur Ernst Wecker, Mitinhaber der früheren Ölfabrik Carl Hagenbucher & Sohn.
- Erwin-Fuchs-Brücke (Böckingen/Heilbronn), benannt 2008 nach dem Heilbronner Stadtrat und Bürgermeister Erwin Fuchs (1914–2006). Hieß zuvor Böckinger Brücke (ab 1996).
- Erwin-Habold-Straße (Horkheim), benannt 1971 nach dem Horkheimer Geometer und Heimatkundler Erwin Habold (1889–1969).
- Eschenbachstraße (Biberach), benannt 1974 nach dem Dichter und Minnesänger Wolfram von Eschenbach (ca. 1170- ca. 1220). Hieß vorher Südstraße (ab 1953).
- Eschenweg (Böckingen, Kreuzgrund), benannt 1951 nach dem Baum Esche.
- Etzelstraße (Heilbronn), benannt 1912 nach dem Eisenbahningenieur Karl Etzel (1812–1865).
- Eugen-Nägele-Straße (Heilbronn), benannt 1964 nach dem Lehrer und Mitbegründer der deutschen Jugendherbergen Eugen Nägele (1856–1937). Die Heilbronner Jugendherberge befand sich in der Nähe.
- Eulenweg (Böckingen, Kreuzgrund), benannt 1936 nach dem Vogel Eule.
- Europaplatz (Heilbronn), benannt 1971 als Ausdruck der Verbundenheit von Heilbronn mit Europa und mit seinen Partnerstädten.
- Experimenta-Platz (Heilbronn), benannt 2018 nach der Experimenta Heilbronn, die sich an dem Platz befindet.
- Eythstraße (Heilbronn), benannt 1920 nach dem Ingenieur und Schriftsteller Max Eyth (1836–1906). Teilweise umbenannt in Kaufmannstraße und Grimmelshausenstraße.

## F
- Faißtstraße (Heilbronn), benannt 1921 nach Industriellen Andreas Faißt (1821–1878) und seiner Ehefrau Henriette Faißt (1831–1902). Das Ehepaar machte große Kunst- und Wohltätigkeitsstiftungen.
- Falkenstraße (Heilbronn), benannt 1950 nach dem früheren Hotel Falken, das an der Ostseite des Marktplatzes stand.
- Falltorstraße (Kirchhausen), benannt nach einem Flurnamen. Vorher teilweise Klingenstraße (ab 1952) und Klingenweg (ab 1930).
- Falterhecklesweg (Neckargartach), benannt 1930 nach einem Flurnamen.
- Falterstraße (Neckargartach), benannt 1925 nach einem Flurnamen.
- Falterweg (Horkheim), benannt 1964. Benennungsgrund unbekannt, möglicherweise ein Flurname.
- Fasanenplatz (Böckingen), benannt 2008 nach dem Vogel Fasan.
- Fasanenstraße (Heilbronn), benannt 1948 nach dem Vogel Fasan. Hieß vorher Richthofenstraße (ab 1933) und Bebelstraße (ab 1923).
- Fasanenweg (Böckingen), benannt 2008 nach dem Vogel Fasan.
- Felix-Wankel-Straße (Biberach), benannt 1974 nach dem Maschinenbauer Felix Wankel (1902–1988). Hieß vorher Raiffeisenstraße (ab 1968).
- Felsenstraße (Klingenberg), benannt 1928 nach der Lage der Straße unterhalb der Weinberghänge. Hieß vorher Bachstraße (ab 1928).
- Ferdinand-Braun-Straße (Heilbronn), benannt 1999 nach dem Physiker Ferdinand Braun (1850–1918). Hieß vorher Schwabenhof (ab 1998).
- Feuerbacherweg (Böckingen), benannt 1954 nach Matern Feuerbacher (1484-ca. 1567), Anführer im Deutschen Bauernkrieg.
- Feurerstraße (Neckargartach), benannt 1938 nach der Heilbronner Patrizierfamilie Feurer. Hieß früher Gartenstraße (temporär ab 1945 und abschnittsweise ab ca. 1909) und Klarastraße (abschnittsweise ca. 1909–1938).
- Feyerabendstraße (Heilbronn), benannt 1901 nach dem Heilbronner Fabrikanten Adolf Feyerabend (1842–1891), Landtagsabgeordneter von 1884 bis 1889. Die Familie Feyerabend, der er angehörte, gehörte zu den ältesten Geschlechtern in Württemberg.
- Fichtestraße (Heilbronn), benannt 1932 nach dem Philosophen Johann Gottlieb Fichte (1762–1814).
- Finkenbergstraße (Biberach), benannt 1974 nach einem Flurnamen. Hieß vorher Wimpfener Straße (ab 1935), teilweise vorher Bachgasse.
- Finkenweg (Böckingen, Kreuzgrund), benannt 1936 nach dem Vogel Fink.
- Fischergasse (Heilbronn, Altstadt), umbenannt 1852, vorher Große Fischergasse (historisch). Hier lagen einst die Wohnstätten der Fischer.
- Flaischlenstraße (Böckingen), benannt 1938 nach dem Dichter Cäsar Flaischlen (1864–1920). Hieß zuvor Kernerstraße (benannt zwischen 1907 und 1920).
- Flammerweg (Heilbronn), benannt 1954 nach dem Fabrikanten Ernst Wilhelm Flammer (1872–1940).
- Fleiner Straße (Heilbronn, Altstadt), historische Bezeichnung. Straße zum Fleiner Tor und in Richtung Flein
- Fliederweg (Böckingen, Kreuzgrund), benannt 1951 nach dem Baum Flieder.
- Florian-Geyer-Straße (Böckingen, Kreuzgrund), benannt 1938 nach Florian Geyer (ca. 1490–1525), Bauernführer im Deutschen Bauernkrieg.
- Fontanestraße (Heilbronn), benannt 1959 nach dem Schriftsteller Theodor Fontane (1819–1898).
- Forchenweg (Böckingen), benannt 1948 nach dem Nadelbaum Forche. Hieß vorher Forbacher Weg (ab 1938).
- Forellenstraße (Biberach), benannt 1974 nach dem Fisch Forelle. Hieß vorher Gartenstraße (ab ca. 1950).
- Frankenbacher Straße (Neckargartach), benannt um 1909; Straße von Neckargartach nach Frankenbach. Hieß von 1933 bis 1945 Adolf-Hitler-Straße.
- Frankenstraße (Frankenbach), benannt 1960 nach dem Volksstamm der Franken. 1974 um einen Teil der Keltenstraße erweitert.
- Frankfurt-Oder-Straße (Sontheim), benannt 1988 nach der brandenburgischen Stadt Frankfurt (Oder), Partnerstadt von Heilbronn seit 1988. Hieß vorher Theodor-Sandel-Straße (seit 1985).
- Frankfurter Straße (Heilbronn), benannt vor 1897[1] nach der hessischen Stadt Frankfurt am Main. Die Straße war früher eine alte Heer- und Handelsverbindung nach Frankfurt.
- Franz-Lehár-Straße (Biberach), benannt 1974 nach dem Komponisten Franz Lehár (1870–1948).
- Franz-Reichle-Straße (Neckargartach, Böllinger Höfe), benannt 1996 nach dem Heilbronner Kaufmann Franz Reichle (1888–1964).
- Franz-Renner-Straße (Heilbronn), benannt 1923 nach dem Buchdrucker Franz Renner (1450-nach 1486).
- Franz-Werfel-Straße (Biberach), benannt 1974 nach dem Schriftsteller Franz Werfel (1890–1945). Hieß vorher Lämmlestraße (ab 1972).
- Franziska-Schmidt-Weg (Heilbronn), benannt 1999 nach der Publizistin und Politikerin Franziska Schmidt, Trägerin des Ehrenringes der Stadt Heilbronn.
- Franziskanerhof (Heilbronn, Altstadt), benannt 1952 nach dem Franziskanerkloster Heilbronn, das sich an dieser Stelle befand.
- Frauenweg (Heilbronn), Benennungsdatum unbekannt. Führte von der Altstadt zum Karmeliterkloster „Zu unserer Lieben Frauen“.
- Fraunhoferweg (Böckingen, Haseltersiedlung), benannt 1938 nach dem Physiker Joseph von Fraunhofer (1787–1826). Hieß vorher Johann-Kepler-Weg bzw. Keplerweg (benannt 1933).
- Frei-Otto-Straße (Heilbronn, Neckarbogen), benannt 2021 nach dem Architekten Frei Otto (1925–2015).
- Freiligrathstraße (Heilbronn), benannt 1923 nach dem Dichter Ferdinand Freiligrath (1810–1876).
- Frida-Schuhmacher-Straße (Neckargartach), benannt 1988 nach der Schriftstellerin Frida Schuhmacher (1892–1964). Bis 1996 Frida-Schumacher-Straße geschrieben.
- Frieda-Nadig-Straße (Biberach), benannt 2020 nach der Politikerin Friederike Nadig (1897–1970).
- Friedensplatz (Heilbronn), benannt 1985 in Anlehnung an die früher dort befindliche Friedenskirche und als Kontrast zu den damals auf der Waldheide lagernden Massenvernichtungswaffen. Hieß zuvor Kaiser-Wilhelm-Platz (ab 1888), Platz der Republik (temporär 1947) und Mönchseeplatz (ab 1874).
- Friedenstraße (Böckingen), benannt 1874, möglicherweise im Zusammenhang mit dem Wunsch nach Frieden nach dem Deutsch-Französischen Krieg. Hieß früher Ossietzkystraße (kurzzeitig 1947/48), Friedensstraße (ab 1945) und Vorarlbergstraße (ab 1938).
- Friedhofstraße (Heilbronn), benannt vor 1897 nach dem Heilbronner Hauptfriedhof, zu dem die Straße führt.
- Friedrich-Ackermann-Straße (Sontheim), benannt 1925 nach dem Unternehmer Friedrich Ackermann (1856–1928), Ehrenbürger Sontheims und Gründer der ortsansässigen Zwirnerei Ackermann. Hieß vorher Fabrikstraße (ab ca. 1900).
- Friedrich-Dürr-Straße (Heilbronn), benannt 1923 nach Heilbronner Pädagogen und Geschichtsforscher Friedrich Dürr (1843–1926).
- Friedrich-Ebert-Brücke (Heilbronn), benannt 1947 nach dem ersten Reichspräsidenten Friedrich Ebert (1871–1925). Hieß vorher Neckarbrücke, 1948 kurzzeitig erneut.
- Friedrich-Ebert-Straße (Heilbronn), benannt 1955 nach dem ersten Reichspräsidenten Friedrich Ebert (1871–1925). Hieß vorher Rosengartstraße (ab 1947), Fritz-Ebert-Straße (ab 1945 und von 1927 bis 1933) und Tannenbergstraße (ab 1933).
- Friedrich-Naumann-Straße (Heilbronn), benannt 1945 nach dem Theologen und Politiker Friedrich Naumann (1860–1919). Hieß vorher Mackensenstraße (ab 1936).
- Friedrich-Niethammer-Straße (Heilbronn), benannt 2002 nach dem Politiker Friedrich Niethammer (1942–1996).
- Friedrich-von-Schaal-Straße (Neckargartach), benannt 2014 nach dem Ingenieur und Neckargartacher Ehrenbürger Friedrich von Schaal (1842–1909).
- Friedrichstraße (Böckingen), benannt 1907, Namensgeber nicht bekannt.
- Fritz-Haber-Straße (Sontheim), benannt 1972 nach dem Chemiker Fritz Haber (1868–1934).
- Fritz-Ulrich-Straße (Böckingen), benannt 1991 nach dem baden-württembergischen Innenminister und Heilbronner Ehrenbürger Fritz Ulrich (1888–1969).
- Fröbelweg (Böckingen), benannt 1956 nach dem Pädagogen Friedrich Fröbel (1782–1852).
- Frundsbergstraße (Böckingen, Haseltersiedlung), benannt 1933 nach dem Landsknechtführer Georg von Frundsberg (1473–1528). Abschnitt zwischen 1992 und 2002 zur Sickingenstraße.
- Fuchsweg (Biberach), benannt 1974 nach dem Tier Fuchs.
- Fügerstraße (Heilbronn), benannt 1923 nach dem in Heilbronn geborenen Maler Heinrich Friedrich Füger (1751–1818).
- Fürfelder Straße (Böckingen), benannt 1948 nach der Ortschaft Fürfeld (Gemeinde Bad Rappenau, Landkreis Heilbronn). Hieß vorher Theodor-Haubach-Straße (ab 1947/48) und Gasteiner Straße (ab 1938).

## G
- Gabelsbergerstraße (Heilbronn), benannt 1906 nach dem Stenografen Franz Xaver Gabelsberger (1789–1849).
- Gänsäckerstraße (Sontheim), benannt 1938 nach einem Flurnamen.
- Gänshof (Heilbronn, Altstadt), benannt 1938 nach der im Volksmund früher üblichen Bezeichnung. Vorher Backhausplatz (historisch), früher Gänse- oder Bindershof.
- Gartachgaustraße (Kirchhausen), benannt 1974 nach dem Umland der Lein, deren alter Name Gartach ist. Hieß früher Großgartacher Straße.
- Gartengässchen (Heilbronn), benannt 1951 wohl wegen der dortigen Gärten.
- Gartenstraße (Heilbronn), benannt 1901 nach den früher dort befindlichen Gärten
- Gaswerkstraße (Heilbronn), benannt 1902 nach dem früheren Gaswerk, das sich an der Straße auf dem Gelände des heutigen Bildungscampus befand.
- Gebwinstraße (Neckargartach), benannt 1974 nach dem Patriziergeschlecht Gebwin. Hieß vorher Backhausstraße (ab 1921) und Gemeindebackhausgässle (historisch).
- Geibelstraße (Heilbronn), benannt 1959 nach dem Schriftsteller Emanuel Geibel (1815–1884).
- Geißlingersteige (Heilbronn, Altstadt), früher Geißlingersteiggasse, bereits 1458 erwähnt. Nach dem Geschlecht Geißlinger.
- Gellertstraße (Heilbronn), benannt 1948 nach dem Dichter Christian Fürchtegott Gellert (1715–1769). Hieß vorher Bottwarstraße (kurzzeitig 1948 und 1912–1933) und Schlageterstraße (1933–1947).
- Gemmingergasse (Heilbronn, Altstadt), erneut benannt 1952 nach den Herren von Gemmingen zu Guttenberg, die hier von 1469 bis 1518 ein Haus und einen Hof besaßen.
- Georg-Vogel-Straße (Böckingen), benannt 2000 nach dem ersten Heilbronner Hafendirektor Georg Vogel (1893–1961). Teil hieß vorher Sumpfwiesenstraße (ab 1972).
- Geranienweg (Kirchhausen), benannt 1974 nach der Blume Geranie. Hieß vorher Rosenweg (ab 1966).
- Gerberstraße (Heilbronn, Altstadt), Benennungsdatum nicht bekannt. Ehemalige Wohnstätten der Gerber.
- Gerhart-Hauptmann-Straße (Biberach), benannt 1974 nach dem Dichter Gerhart Hauptmann (1862–1946). Hieß zuvor Mörikestraße (ab 1968).
- Geschwister-Scholl-Straße (Heilbronn), benannt 1959 nach den Geschwistern Hans Scholl (1918–1943) und Sophie Scholl (1921–1943), Mitglieder der Widerstandsgruppe Weiße Rose, von den Nationalsozialisten hingerichtet.
- Gildenstraße (Heilbronn), benannt 1923 nach den Gilden der Bauleute.
- Glockengießerhof (Heilbronn, Altstadt), benannt 1952 nach der früher hier befindlichen Glockengießerei Kiesel.
- Glockenstraße (Böckingen), benannt 1948, möglicherweise nach Friedrich Schillers Gedicht Das Lied von der Glocke. Hieß vorher Ernst-Toller-Straße (kurzzeitig 1947/48), Gorch-Fock-Straße (1938–1945) und Schillerstraße (ab 1929).
- Gmelichstraße (Horkheim), benannt 1955 nach der Horkheimer Familie Gmelich, die in Amsterdam wohlhabend wurde und Horkheim Stiftungen vermachte.
- Goerdelerstraße (Böckingen, Schanz), benannt 1965 nach dem Politiker und Widerstandskämpfer Carl Friedrich Goerdeler (1884–1945).
- Görresstraße (Sontheim), benannt 1948 nach dem Gelehrten Joseph Görres. Hieß vorher Erzbergerstraße (ab 1947/48) und Kirchstraße (ab ca. 1893). 1928 um dem Brunnenplatz (benannt ca. 1913) und die Kirchgasse (historischer Name) ergänzt.
- Goethestraße (Heilbronn), benannt vor 1897[1] nach dem Dichter Johann Wolfgang von Goethe (1749–1832).
- Götzenturmbrücke (Heilbronn, Altstadt), benannt 1996 nach dem Götzenturm.
- Götzenturmstraße (Heilbronn; Altstadt), Benennungsdatum unbekannt, nach dem Götzenturm am westlichen Ende der Straße.
- Goppeltstraße (Heilbronn), benannt 1909 nach dem Heilbronner Großkaufmann und Politiker Adolf von Goppelt, württembergischer Finanzminister von 1848 bis 1849, Reichstagsabgeordneter von 1871 bis 1873.
- Gotenstraße (Sontheim), benannt 1974 nach dem Volksstamm der Goten. Hieß vorher Frankenstraße (benannt 1924).
- Gottfried-Keller-Straße (Heilbronn), benannt 1933 nach dem Schweizer Dichter Gottfried Keller (1819–1890).
- Gotthold-Stettner-Weg (Heilbronn), benannt 1951 nach dem Oberlehrer und Geologen Gotthold Stettner (1871–1946).
- Gottlieb-Daimler-Straße (Heilbronn), benannt 1934 nach dem Ingenieur Gottlieb Daimler (1834–1900). Hieß zuvor Industriestraße (ab 1922).
- Gottlob-Frick-Platz (Heilbronn), benannt 2006 nach dem Opernsänger Gottlob Frick (1906–1994), der eine umfangreiche Zusammenarbeit mit dem Heilbronner Sinfonieorchester pflegte.
- Grillparzerweg (Heilbronn), benannt 1938 nach dem Dichter Franz Grillparzer (1791–1872).
- Grimmelshausenstraße (Heilbronn), benannt 1959 nach dem Schriftsteller Hans Jakob Christoffel von Grimmelshausen (1622–1676). Vorher Teil der Eythstraße.
- Grimmstraße (Heilbronn), benannt 1950 nach den Brüdern Jacob Grimm (1785–1863) und Wilhelm Grimm (1786–1859), Altertumsforscher und Märchensammler.
- Gröberstraße (Heilbronn), benannt 1945 nach dem Politiker Adolf Gröber (1854–1919). Hieß zuvor Dietrich-Eckart-Straße (ab 1935).
- Große Bahngasse (Heilbronn, Altstadt), benannt 1951 nach einer früheren gleichnamigen Straße weiter südlich. Historische Bezeichnung.
- Großgartacher Straße (Böckingen), benannt 1907. Straße nach Großgartach (heute Gemeinde Leingarten, Landkreis Heilbronn).
- Grünewaldstraße (Böckingen), benannt 1947 nach dem Maler Matthias Grünewald (ca. 1480–1528). Hieß vorher Alleenstraße (ab 1945), Boelckestraße (ab 1938), Alleenstraße (benannt zwischen 1920 und 1926) und Kreuzstraße (ab ca. 1907).
- Gruis'sches Gässchen (Heilbronn), benannt 1932 nach dem Heilbronner Mechaniker und Augenwasserfabrikant Julius Robert Gruis (1840–1897).
- Grundäckerstraße (Neckargartach, Böllinger Höfe), benannt 1979 nach einem Flurnamen.
- Gruppenbacher Straße (Heilbronn), benannt 1986 nach den Ortschaften Obergruppenbach und Untergruppenbach (beide Gemeinde Untergruppenbach, Landkreis Heilbronn).
- Güglinger Straße (Böckingen, Schanz), benannt 1965 nach der Stadt Güglingen (Landkreis Heilbronn).
- Güldensteinstraße (Sontheim), benannt 1955 nach dem Sontheimer Bildhauer Albert Güldenstein (1822–1891).
- Günthershof (Heilbronn, Altstadt), benannt 1950 nach dem früheren Günthershof.
- Guido-Hauck-Straße (Heilbronn), benannt 1910 nach dem Mathematiker Guido Hauck (1845–1905).
- Gundelsheimer Straße (Heilbronn), benannt 1947 nach der württembergischen Stadt Gundelsheim. Hieß vorher Masurenstraße (ab 1938) und Hindenburgstraße (ab 1932).
- Gunta-Stölzl-Straße (Heilbronn, Neckarbogen), benannt 2021 nach der Weberin und Textildesignerin Gunta Stölzl (1897–1983).
- Gustav-Binder-Straße (Heilbronn, Altstadt), benannt 1949 nach dem Heilbronner Feuerwehrkommandanten und Ehrenbürger Gustav Binder (1854–1935). Auch als Hafenmarktpassage bekannt.
- Gustav-Lohmiller-Straße (Kirchhausen), benannt 1952 nach dem Kirchhausener Lehrer und Ehrenbürger Gustav Lohmiller (1851–1937).
- Gutbrodweg (Heilbronn), benannt 1950 nach dem Heilbronner Frauenarzt Otto Gutbrod (1875–1923).
- Gutenbergstraße (Heilbronn), benannt 1901 nach dem Erfinder des Buchdrucks Johannes Gutenberg (1397–1468).
- Gymnasiumstraße (Heilbronn), benannt 1948 nach dem akademischen Gymnasium, von 1827 bis 1938 Karlsgymnasium, seit 1950 Theodor-Heuss-Gymnasium. Hieß zuvor Friedensstraße (ab 1871), Schafhausstraße (ab 1867) und Schafhausweg.

## H
- Haagstraße (Böckingen), benannt 1907 nach einem Flurnamen.
- Haberkornstraße (Sontheim), benannt 1938 nach dem Baumeister der Sontheimer Deutschordensbauten Caspar Haberkorn.
- Habichtstraße (Biberach), benannt 1974 nach dem Vogel Habicht. Hieß vorher Lerchenstraße (ab 1952).
- Habrechtstraße (Heilbronn), benannt 1923 nach dem Uhrmacher Isaak Habrecht (1544–1620).
- Häldensteige (Heilbronn), benannt zwischen 1982 und 1992 nach einem Flurnamen.
- Hämmerlinggasse (Heilbronn), historisch benannt nach einer 1384 erwähnten Familie Hämmerling.
- Härkersäckerstraße (Kirchhausen), benannt 1974 nach einem Flurnamen.
- Härlestraße (Heilbronn), benannt 1919 nach dem Heilbronner Ehrenbürger, Landtags- und Reichstagsabgeordneten Georg Härle (1821–1894).
- Hätzenbergstraße (Neckargartach), benannt 2006 nach einem Flurnamen.
- Hafenbahnbrücke (Heilbronn), benannt 1996 nach der Industrie- und Hafenbahn Heilbronn, die die Brücke nutzt.
- Hafenmarkt (Heilbronn, Altstadt), historische Bezeichnung; hier befand sich ein Markt für Töpfe, auch „Hafen“ oder „Häfele“ genannt
- Hafenstraße (Heilbronn), benannt 1935 nach dem Hafen Heilbronn, in dessen Bereich die Straße verläuft.
- Hagenbucherbrücke (Heilbronn), benannt 2008 nach der ehemaligen Heilbronner Ölfabrik Carl Hagenbucher & Sohn und dem Hagenbucher, einem 1936 errichteten Lagergebäude, das heute Bestandteil der Experimenta Heilbronn ist.
- Hahnenäckerstraße (Biberach), benannt 1974 nach einem Flurnamen.
- Hahnstraße (Böckingen, Gewerbegebiet Böckingen West), benannt 1973 nach der früheren Heilbronner Ölfabrik Hahn, die von 1797 bis nach dem Zweiten Weltkrieg Bestand hatte.
- Haigernstraße (Neckargartach), benannt 1928 nach dem Flurnamen Haigernäcker.
- Halbmondstraße (Heilbronn), benannt vor 1897[1] nach einer früher dort gelegenen halbmondförmigen Erdschanze.
- Haldenweg (Neckargartach), benannt 1947 nach einem Flurnamen.
- Haller Straße (Heilbronn), benannt 1921 nach der württembergischen Stadt Schwäbisch Hall. 1931 um die Öhringer Straße (zwischen Karlstor und Paul-Göbel-Straße) ergänzt.
- Handwerkerhof (Heilbronn), benannt 1999 nach den ansässigen Handwerksbetrieben.
- Hanns-Bauer-Straße (Neckargartach, Böllinger Höfe), benannt 1996 nach dem kaufmännischen Direktor der Salzwerk AG Hanns Bauer (1902–1990).
- Hans-Baldung-Straße (Böckingen), benannt 1972 nach dem Maler und Kupferstecher Hans Baldung (1484/85–1545). Vorher Teil der Neckargartacher Straße und der Karl-Marx-Straße.
- Hans-Holbein-Weg (Heilbronn), benannt 1952 nach den Malern Hans Holbein der Ältere (ca. 1465–1524) und Hans Holbein der Jüngere (ca. 1497–1543).
- Hans-Multscher-Straße (Böckingen), benannt 1972 nach dem Bildhauer und Maler Hans Multscher (1400–1467).
- Hans-Reuter-Weg (Böckingen, Kreuzgrund), benannt 1938 nach dem Bauernführer Hans Reuter von Bieringen.
- Hans-Rießer-Straße (Heilbronn), benannt 1923 nach Hans Riesser (ca. 1488–1552/54), Bürgermeister der Stadt Heilbronn von 1528 bis 1552.
- Hans-Sachs-Straße (Böckingen), benannt 1948 nach dem Schuhmacher und Dichter Hans Sachs (1494–1576). Hieß vorher Julius-Leber-Straße (ab 1947/48), Bebelstraße (ab 1945) und Immelmannstraße (ab 1938).
- Hans-Schweiner-Straße (Heilbronn), benannt 1922 nach dem Baumeister Hans Schweiner (1473–1534).
- Hans-Seyfer-Straße (Heilbronn), benannt 1923 nach dem Heilbronner Bildhauer und Holzschnitzer Hans Seyfer (ca. 1460–1509).
- Hanselmannstraße (Böckingen), benannt 1967 nach dem Böckinger Oberlehrer und Ehrenbürger Gustav Hanselmann (1860–1944).
- Hansjakobstraße (Heilbronn), benannt 1957 nach dem Pfarrer und Schriftsteller Heinrich Hansjakob (1837–1916).
- Happelstraße (Heilbronn), benannt 1901 nach dem Heilbronner Kaufmann, langjährigen Gemeinderat und Ehrenbürger Wilhelm Happel (1817–1899).
- Happenbacher Straße (Heilbronn), benannt 1986 nach der Ortschaft Happenbach (Gemeinde Abstatt, Landkreis Heilbronn).
- Hartmannweg (Heilbronn), benannt 1927 nach dem Maler Karl Hartmann (1861–1927).
- Hasengasse (Heilbronn, Altstadt), 1974 benannt nach dem Hasen. Vorher Rappengasse (historisch), früher Neue Gasse.
- Hauffstraße (Heilbronn), benannt 1920 nach dem Dichter Wilhelm Hauff (1802–1827).
- Hauptstraße (Sontheim), historische Bezeichnung für die früher wichtigste Straße des Ortes Sontheim. Hieß früher Adolf-Hitler-Straße (1933–1945) und Heilbronner Straße (ca. 1913-ca. 1926).
- Hausäckerweg (Frankenbach), benannt um 1948 nach einem Flurnamen.
- Hausener Straße (Kirchhausen), benannt 1930 nach der Ortschaft Massenbachhausen (Landkreis Heilbronn). Hieß vorher Massenbachhäuser Straße.
- Havannastraße (Horkheim), benannt 1974 nach einer Tabakzüchtung, die sich in Horkheim besonders gut anbauen ließ. Ein Abschnitt hieß vorher Alemannenstraße (ab 1950), ein anderer Am Kieselmarkt (ab 1964).
- Haydnstraße (Heilbronn), benannt 1935 nach dem Komponisten Joseph Haydn (1732–1809).
- Hebbelstraße (Heilbronn), benannt 1926 nach dem Dramatiker Friedrich Hebbel. Vorher Teil der Rauchstraße.
- Hechtstraße (Böckingen), benannt 1938 nach einem ungewöhnlich großen Hecht, der 1497 in einem Böckinger See und von dem in diesen Tagen in Heilbronn weilenden König Maximilian verehrt worden sein soll. Hieß vorher Fischerstraße (ab vor 1907).
- Heckenstraße (Böckingen), benannt nach einem Flurnamen namens Heckenäcker. Teilweise umbenannt in Bruhweg.
- Hefenweiler (Heilbronn), historische Bezeichnung, die auf die dortige Herstellung von Branntwein und Weinhefe durch die Küfer zurückgeht.
- Hegelmaierstraße (Heilbronn), benannt nach dem Staatsanwalt Paul Hegelmaier (1847–1912), Heilbronner Oberbürgermeister von 1884 bis 1904.
- Hegelstraße (Neckargartach), benannt 1938 nach dem Philosophen Georg Wilhelm Friedrich Hegel (1770–1831). Hieß früher Schlegelstraße (temporär ab 1945 und ab 1928).
- Heidelberger Straße (Böckingen), benannt 1938 nach der badischen Stadt Heidelberg. Hieß zuvor Frankfurter Straße. Teil 1972 in Hans-Multscher-Straße umbenannt. Der Abschnitt zwischen Neckargartacher Straße und Grünewaldstraße hieß bis 1972 Karl-Gauß-Straße.
- Heidenrain (Böckingen), benannt 1938 nach dem Flurnamen Auf der Heide.
- Heilbronner Keuperweg (Heilbronn)
- Heilbronner Weg (Horkheim), benannt 1984 nach einem Flurnamen.
- Heiligengasse (Heilbronn, Altstadt), benannt 1974 nach einem früheren Spital (Heilig-Kreuz-Spital). Vorher Keltergasse (ab 1852), vorher Spitalhofgasse.
- Heinrich-Bächler-Straße (Klingenberg), benannt 1999 nach dem Klingenberger Pfarrer und Ehrenbürger Heinrich Bächler (1804–1894).
- Heinrich-Heine-Straße (Heilbronn), benannt 1920 nach dem Dichter Heinrich Heine (1797–1856). Hieß von 1933 bis 1945 Horst-Wessel-Straße.
- Heinrich-Hertz-Straße (Sontheim), benannt 1964 nach dem Physiker Heinrich Hertz (1857–1894).
- Heinrich-Senghaas-Straße (Biberach), benannt 1994 nach dem Biberacher Bürgermeister Heinrich Senghaas (1871–1945).
- Heinrich-Zille-Straße (Neckargartach), benannt 1947 nach dem Zeichner Heinrich Zille (1858–1929). Hieß vorher Argonnenstraße (1938–1945) und Südstraße (ab ca. 1937).
- Heinrichstraße (Böckingen), benannt 1907. Genaue Bedeutung unbekannt.
- Heinrieter Straße (Heilbronn), benannt 1986 nach den Ortschaften Oberheinriet und Unterheinriet (beide Gemeinde Untergruppenbach, Landkreis Heilbronn).
- Heisenbergstraße (Biberach), benannt 1974 nach dem Physiker Werner Heisenberg (1901–1976). Hieß vorher Neckargartacher Straße (ab 1935).
- Helene-Weber-Straße (Biberach), benannt 2020 nach der Politikerin Helene Weber (1881–1962).
- Helene-Wessel-Straße (Biberach), benannt 2020 nach der Politikerin Helene Wessel (1898–1969).
- Hellmuth-Hirth-Straße (Sontheim), benannt 1938 nach dem Flugpionier Hellmuth Hirth. Bis 1999 Helmuth-Hirth-Straße geschrieben, hieß früher Hintere Landwehrstraße (ab ca. 1925).
- Helmholtzstraße (Böckingen, Haseltersiedlung), benannt 1933 nach dem Physiker Hermann von Helmholtz (1821–1894). Hieß 1947/48 kurzzeitig Thomas-Münzer-Straße.
- Herbert-Hoover-Straße (Heilbronn), benannt 1952 nach dem US-amerikanischen Präsidenten Herbert Hoover. Die Straße erschließt die Herbert-Hoover-Siedlung, in der früher die Angehörigen der amerikanischen Besatzungsmacht wohnten.
- Herbststraße (Heilbronn), benannt vor 1897[1]. Hier befand sich früher der Platz, auf dem Gesellschaftsherbste abgehalten wurden. Hieß früher Scherweg.
- Herderstraße (Heilbronn), benannt 1926 nach dem Schriftsteller Johann Gottfried Herder (1744–1803).
- Hermann-Hesse-Straße (Heilbronn), benannt 1947 nach dem Schriftsteller Hermann Hesse (1877–1962). Hieß vorher Ludwig-Finckh-Straße (ab 1936).
- Hermann-Löns-Straße (Neckargartach), benannt 1938 nach dem Dichter Hermann Löns (1866–1914). Hieß früher Hauffstraße (temporär ab 1945 und ab 1930).
- Hermann-Schneider-Weg (Heilbronn), benannt 1958 nach dem Winzer und Politiker Hermann Schneider (1879–1955).
- Hermann-Wolf-Straße (Sontheim), benannt 1930 nach dem Schuhfabrikanten Hermann Wolf (1862–1926). Hieß früher Raiffeisenstraße (1938–1945) und Fleiner Straße (ab ca. 1925).
- Herrmannstraße (Heilbronn), benannt vor 1897[1] nach dem Kaufmann und Heilbronner Gemeinderat Christian Herrmann (1833–1886).
- Herweghstraße (Heilbronn), benannt 1945 nach dem Dichter Georg Herwegh (1817–1875).
- Hessigheimer Straße (Heilbronn), benannt 1947 nach der Ortschaft Hessigheim (Landkreis Ludwigsburg). Hieß vorher Togostraße (ab 1936).
- Hetensbacher Straße (Klingenberg), benannt 1974 nach der untergegangenen Ortschaft Hetensbach, die sich in der Nähe befand.
- Heuchelbergstraße (Böckingen), benannt 1938 nach dem Gebirgszug Heuchelberg westlich von Heilbronn. Hieß teilweise vorher Wartbergstraße (ab ca. 1872).
- Heuholzer Weg (Heilbronn), benannt 1937 nach der Ortschaft Heuholz (heute Teil von Pfedelbach im Hohenlohekreis).
- Hieberstraße (Heilbronn), benannt 1927 nach dem Politiker Johannes von Hieber (1862–1951), württembergischer Staatspräsident von 1920 bis 1924, Reichs- und Landtagsabgeordneter.
- Hintertorstraße (Frankenbach), benannt 1974 nach einem Flurnamen. Teil vorher Weststraße (ab 1931), Großgartacher Straße (ab 1913) und Hintertorstraße (ab 1880), Teil vorher Hintere Gasse (historisch).
- Hipfelhofer Straße (Frankenbach), Straße zum Hofgut Hipfelhof.
- Hiplerweg (Heilbronn), benannt 1926 nach dem Bauernführer Wendel Hipler (1465–1526).
- Hirschstraße (Neckargartach), benannt 1903 nach den ansässigen Hirsch-Lichtspielen. Hieß vorher Hirschgasse (ab ca. 1884).
- Hölderlinstraße (Heilbronn), benannt 1927 nach dem Dichter Friedrich Hölderlin (1770–1843).
- Hofgartenstraße (Sontheim), benannt nach den dortigen Hofgärten.
- Hofmannweg (Böckingen), benannt 1947 nach der Schwarzen Hofmännin (1475–1535), aktive Teilnehmerin am Deutschen Bauernkrieg. Hieß vorher Leobener Weg (ab 1938).
- Hofstattstraße (Böckingen), benannt nach einem Flurnamen.
- Hofweg (Böckingen, Kreuzgrund), benannt 1936. Verbindung zwischen den Straßen Lindenhof, Birkenhof, Eichenhof und Buchenhof.
- Hofwiesenstraße (Sontheim), benannt 1924 nach den früheren Wiesen am Deinenbach.
- Hohenloher Straße (Horkheim), benannt 1974 nach der Region Hohenlohe. Hieß vorher Sontheimer Straße (ab 1932) und Otto-Trefz-Straße (kurzzeitig 1933).
- Hohenstaufenstraße (Heilbronn), benannt 1908 nach dem Adelsgeschlecht der Staufer sowie dem Berg Hohenstaufen.
- Hohlochweg (Kirchhausen), benannt 2011 nach einem Flurnamen.
- Hohlstraße (Böckingen), benannt nach ihrer früheren Beschaffenheit als Hohlweg.
- Hollandstraße (Horkheim), benannt 1970 nach der niederländischen Region Holland, zu der es ab 1840 regelmäßigen Schiffsverkehr gab.
- Holunderweg (Böckingen Kreuzgrund), benannt 1958 nach dem Baum Holunder.
- Holzstraße (Heilbronn),  benannt vor 1897[1] nach einem ehemaligen Holzgarten.
- Homburger Straße (Frankenbach), benannt 1974 nach der saarländischen Stadt Homburg. Hieß vorher Steinstraße (ab 1902).
- Horkheimer Brücke (Böckingen/Sontheim), benannt 1985. Neckarbrücke östlich von Horkheim.
- Horkheimer Straße (Sontheim), benannt 1901 nach dem heutigen Heilbronner Stadtteil Horkheim, zu dem die Straße von Sontheim aus führt.
- Hortensienweg (Böckingen), benannt 1999 nach der Blume Hortensie.
- Hossäckerweg (Horkheim), Benennungsdatum unbekannt, nach einem Flurnamen.
- Hünderstraße (Böckingen, Gewerbegebiet Böckingen West), benannt 1973 nach einer Heilbronner Großkaufmannsfamilie Hünder aus dem 14./15. Jahrhundert.
- Hünefeldstraße (Heilbronn), benannt 1956 nach dem Flugpionier Ehrenfried Günther Freiherr von Hünefeld (1892–1929).
- Hüttenäckerweg (Sontheim)
- Hugo-Rümelin-Straße (Heilbronn), benannt 1922 nach dem Heilbronner Bankherr und Handelskammerpräsidenten Hugo von Rümelin. Hieß vorher Rümelinstraße (ab 1921).
- Humboldtstraße (Heilbronn), benannt 1923 nach dem Gelehrten und Staatsmann Wilhelm von Humboldt (1767–1835).
- Hundsbergstraße (Heilbronn), benannt 1910 nach einem Flurnamen.
- Huttenstraße (Böckingen), benannt 1938 nach Ritter Ulrich von Hutten (1488–1523), einem Unterstützer Martin Luthers.

## I
- Ilsfelder Straße (Heilbronn), benannt 1974 nach der Ortschaft Ilsfeld (Landkreis Heilbronn). Hieß zuvor Talheimer Straße (ab 1947/48) und Annabergstraße (ab 1935).
- Iltisweg (Biberach), benannt 1974 nach dem Tier Iltis.
- Im Breitenloch (Heilbronn), benannt 1954 nach einem Flurnamen.
- Im Bruch (Klingenberg), benannt 1970 nach einem Flurnamen. Hieß vorher Weststraße (ab 1928).
- Im Dachlet (Biberach), benannt 1973 nach einem Flurnamen.
- Im Entenseele (Horkheim), benannt 1974 nach einem Flurnamen.
- Im Fleischbeil (Neckargartach), benannt 1954 nach einem Flurnamen.
- Im Gässle (Kirchhausen)
- Im Gemmingstal (Heilbronn), benannt 1927 nach einem Flurnamen.
- Im Gutedel (Horkheim), benannt 1954 nach einem Flurnamen.
- Im Haselter (Böckingen, Haseltersiedlung), benannt 1933 nach einem Flurnamen in Anlehnung an einen großen alten Haselnussstrauch.
- Im Hinterstahl (Biberach), benannt 1973 nach einem Flurnamen.
- Im Hospitalgrün (Heilbronn), benannt 1956 nach dem Hospitalgrien, einer früher dem Sankt-Katharinen-Hospital gehörige Insel; erwähnt 1424.
- Im Jockele (Böckingen), benannt 1948 nach einem Flurnamen in Anlehnung an den Namen Jakob. Hieß vorher Weinbergweg (ab 1938) und Weinbergstraße (benannt zwischen 1907 und 1920).
- Im Kehle (Frankenbach), benannt 1970 nach einem Flurnamen.
- Im Kleinfeldle (Kirchhausen), benannt 1956 nach einem Flurnamen.
- Im Kohlpfad (Heilbronn), benannt 1933 nach einem Flurnamen.
- Im Krautgarten (Frankenbach), benannt 1987 nach einem Flurnamen.
- Im Kreuzgrund (Böckingen, Kreuzgrund) benannt 1936 nach einem Flurnamen. Auf der Anhöhe soll ein Kruzifix gestanden haben.
- Im Margstall (Frankenbach), benannt 1957 nach einem Flurnamen.
- Im Näpfle (Neckargartach), benannt zwischen 1982 und 1992 nach einem Flurnamen.
- Im Neckargarten (Neckargartach)
- Im Riedgrund (Neckargartach, Böllinger Höfe), benannt 1981 nach einem Flurnamen.
- Im Schlegelgrund (Neckargartach), benannt 1954 nach einem Flurnamen.
- Im Stahlbühl (Heilbronn), benannt 1933 nach einem Flurnamen.
- Im Sternberg (Heilbronn), benannt 1913 nach einem Flurnamen.
- Im Viehtrieb (Frankenbach), benannt 1970 nach einem Flurnamen.
- Im Wannental (Heilbronn), benannt 1935 nach einem Flurnamen.
- Im Weingarten (Klingenberg), benannt 1965 nach den Klingenberger Weinbergen.
- Im Zukunftspark (Heilbronn), benannt 2009 nach der Lage im Zukunftspark Wohlgelegen, einem Gewerbegebiet für High-Tech-Unternehmen.
- Imlinstraße (Heilbronn), benannt 1923 nach der Großkaufmannsfamilie Imlin, die 1553 nach Heilbronn kam. Zu ihr gehörte Clement Imlin (vor 1553–1585), von 1575 bis zu seinem Tod Heilbronner Bürgermeister. Teilweise 2006 umbenannt in August-Läpple-Straße.
- Ina-Seidel-Straße (Biberach), benannt 1974 nach der Schriftstellerin Ina Seidel (1885–1974). Hieß vorher Uhlandstraße (ab 1957).
- In den Stahlbühlwiesen (Heilbronn), benannt 1996 nach einem Flurnamen.
- In der Klinge (Neckargartach, Böllinger Höfe), benannt 1979 nach einem Flurnamen.
- In der Steig (Neckargartach), benannt 1954 nach einem Flurnamen. Hieß vorher Karl-Kuhn-Straße (umbenannt 1933–1938) und Steigstraße (ab vor 1925).
- Industriebrücke (Heilbronn), benannt 1972 nach dem Heilbronner Industriegebiet, in das die Brücke führt.
- Industrieplatz (Heilbronn), benannt 1930 nach den dortigen industriellen Anlagen.
- Innsbrucker Straße (Heilbronn), benannt 1938 nach der österreichischen Stadt Innsbruck. Hieß zuvor Wilhelm-Schwan-Straße (temporär 1947) und Staufenbergstraße (ab 1843 sowie von 1945 bis 1947).
- Inselwiesenstraße (Heilbronn), benannt 2009 nach einem Flurnamen für ein Wiesen- und Überflutungsgebiet am Neckar.
- Isolde-Kurz-Straße (Heilbronn), benannt 1957 nach der Schriftstellerin Isolde Kurz (1853–1944).
- Ittlinger Straße (Böckingen), benannt 1974 nach der Ortschaft Ittlingen (Landkreis Heilbronn). Hieß vorher Bonfelder Straße (ab 1952).

## J
- Jägerhaussteige (Heilbronn), benannt zwischen 1971 und 1982  nach dem Jägerhaus. Steil ansteigende Fortsetzung der Jägerhausstraße außerorts.
- Jägerhausstraße (Heilbronn), benannt vor 1897[1] nach dem Jägerhaus, zu dem die Straße führt. Teile umbenannt in Bismarckstraße und Titotstraße.
- Jäkleinstraße (Böckingen), benannt 1925 nach Jäcklein Rohrbach (ca. 1500–1525), Anführer im Deutschen Bauernkrieg. Zeitweise auch Jäckleinstraße geschrieben.
- Jagststraße (Heilbronn), benannt 1945 nach dem Fluss Jagst. Hieß vorher Karl-Kuhn-Straße (ab 1938).
- Jahnheide (Böckingen), benannt 2014 nach dem früheren Sportplatzareal, auf dem die Straße errichtet wurde. Dessen Bezeichnung geht auf den Sportverein TV Jahn, einen Vorgängerverein der heutigen TG Böckingen, zurück.
- Jahnstraße (Heilbronn), benannt 1927 nach dem Pädagogen Friedrich Ludwig Jahn (1778–1852).
- Jakob-Haspel-Straße (Neckargartach), benannt 1972 nach dem Neckargartacher Schultheiß Jakob Haspel (1886–1965), im Amt von 1919 bis 1933.
- Jakob-Ramm-Straße (Horkheim), benannt 1967 nach dem Horkheimer Ökonomierat, Landtags- und Reichstagsabgeordneten Jakob Ramm (1822–1888).
- Jakob-Saame-Straße (Neckargartach), benannt 2014 nach dem Architekten Jakob Saame (1866–1938).
- Jakobgasse (Heilbronn, Altstadt), Benennungsdatum unbekannt. Nach dem Vorratshaus des Siechenhauses Sankt Jacobus apud leprosos, das sich früher vor dem Sülmertor befand.
- Jasminweg (Biberach), benannt 1974 nach der Pflanze Jasmin. Hieß vorher Fliederweg (ab 1970).
- Jörg-Metzler-Weg (Böckingen, Kreuzgrund) benannt 1938 nach dem Bauernführer Jörg Metzler von Ballenberg.
- Jörg-Ratgeb-Platz (Sontheim), benannt 1985 nach dem Maler Jerg Ratgeb (vor 1480–1526).
- Jörgstraße (Heilbronn), benannt nach dem Architekten Aberlin Jörg (ca. 1420–1494)
- Johann-Strauß-Straße (Biberach), benannt 1974 nach dem Komponisten Johann Strauss Sohn (1825–1899).
- Johanna-Gottschalk-Straße (Sontheim), benannt 2019 nach der Krankenschwester Johanna Gottschalk (1895–1977), von 1932 bis 1940 Leiterin des Israelitischen Landesasyls Wilhelmsruhe in Sontheim.
- Johannesburger Straße (Horkheim), benannt 1964 nach der südafrikanischen Stadt Johannesburg, in die viele Horkheimer ausgewandert sind. 1974 um einen Teil der Fleiner Straße (benannt ca. 1932) ergänzt.
- Johannisgasse (Heilbronn, Altstadt), historische Bezeichnung. Nach einer Kapelle Johannes des Täufers.
- John-F.-Kennedy-Straße (Heilbronn), benannt 1966 nach dem amerikanischen Präsidenten John F. Kennedy (1917–1963) auf Wunsch der in Heilbronn stationierten amerikanischen Offiziere. Hieß vorher Hessenstraße (ab 1947/48) und Schlieffenstraße (ab 1934).
- Joseph-Lanner-Straße (Biberach), benannt 1979 nach dem Komponisten Joseph Lanner (1801–1843).
- Judengängle (Sontheim), historische Benennung nach einer früher dort befindlichen Synagoge.
- Julius-Picard-Straße (Sontheim), benannt 2019 nach dem langjährigen Sontheimer Hausarzt Julius Picard (1866–1957).

## K
- Käferflugstraße (Heilbronn), benannt 1911 nach einem Flurnamen.
- Kälberweg (Heilbronn), benannt 1972 nach einem Flurnamen sowie den Grafen von Calw, die hier Weinberge besaßen.
- Kaiser-Friedrich-Platz (Heilbronn), benannt 1892 nach dem deutschen Kaiser Friedrich III. (1831–1888). Hieß 1947 zeitweise Frankfurter Platz, zeitweise auch Kaiser-Friedrichs-Platz.
- Kaiserslauterner Straße (Frankenbach), benannt 1974 nach der pfälzischen Stadt Kaiserslautern. Hieß vorher abschnittsweise Karlstraße (ab 1892) und Oststraße (ab 1902).
- Kaiserstraße (Heilbronn, Altstadt), 1897 benannt nach Kaiser Wilhelm I. anlässlich dessen 100. Geburtstag auf Wunsch von Anwohnern. Der Straßenzug wurde zu dieser Zeit durch den Abriss von Gebäuden zwischen Kiliansplatz und Allee zur zentralen West-Ost-Achse der Innenstadt ausgebaut. Zuvor Kramstraße (ab 1852), Kram- oder Marktstraße und Präsenzgasse (historisch).
- Kalistraße (Heilbronn), benannt 1948 nach der früher dort ansässigen Firma Kali Chemie. Hieß vorher Neckargartacher Straße (benannt vor 1879). Im Vorfeld der Bundesgartenschau 2019 wurde der überwiegende Teil der Straße, der die Bleichinselbrücke und die Peter-Bruckmann-Brücke am linken Neckarufer verband, zurückgebaut.
- Kanalstraße (Böckingen), benannt 1977 nach der Lage beim Kanalhafen.
- Kantweg (Heilbronn), benannt 1938 nach dem Philosophen Immanuel Kant (1724–1804).
- Kapellenweg (Kirchhausen), benannt 1952 nach der Kirchhausener Dreifaltigkeitskapelle.
- Kappelstraße (Böckingen), benannt nach einer früheren Kapelle. Hieß früher Kapellstraße.
- Karl-Anspach-Weg (Böckingen), benannt 2018 nach dem Heilbronner Kaufmann und Blindenaktivisten Karl Anspach (1889–1941).
- Karl-Betz-Straße (Heilbronn), benannt 1948 nach dem Politiker Carl Betz (1852–1914). Hieß vorher Heinrich-Kleinbach-Straße (ab 1947) und Burgenlandstraße (ab 1938).
- Karl-Döft-Straße (Sontheim), benannt 1998 nach dem Fabrikanten Karl Döft (1878–1958), Mitgründer der ehemaligen Sontheimer Waagenfabrik Schneider & Döft.
- Karl-Jäger-Straße (Heilbronn), benannt 1925 nach dem Pfarrer und Heimatforscher Karl Friedrich Jaeger (1794–1842).
- Karl-Marbach-Straße (Böckingen), benannt 2005 nach dem Fabrikanten Karl Marbach (1898–1979), Gründer der ansässigen Karl Marbach GmbH. Vorher Teil der Karl-Marx-Straße.
- Karl-Marx-Straße (Böckingen, Gewerbegebiet Böckingen Nord), benannt 1948 nach dem Philosophen Karl Marx (1818–1883). Hieß vorher Marxstraße (ab 1945), Hermann-Göring-Straße (ab 1938), Rathenaustraße (ab 1930) und Neckargartacher Straße (benannt vor 1907). Abschnitte 1972 in Hans-Baldung-Straße bzw. 2005 in Karl-Marbach-Straße umbenannt.
- Karl-May-Straße (Biberach), benannt 1974 nach dem Schriftsteller Karl May (1842–1912). Hieß vorher Grimmstraße (ab 1970).
- Karl-Nägele-Brücke (Heilbronn), benannt 2005 nach dem Juristen Karl Nägele (1911–1979), Bürgermeister der Stadt Heilbronn von 1948 bis 1976, Träger des Bundesverdienstkreuzes und des Ehrenringes der Stadt Heilbronn.
- Karl-Reibel-Ring (Heilbronn), benannt 2012 nach dem Unternehmer und Politiker Karl Reibel (1824–1895), Mitglied des Heilbronner Stadtrates und des Landtages.
- Karl-Wüst-Brücke (Heilbronn), siehe Karl-Wüst-Straße
- Karl-Wüst-Straße (Heilbronn), benannt 1922 nach dem Politiker Karl Wüst (1840–1884), Heilbronner Oberbürgermeister von 1869 bis zu seinem Tod.
- Karl-Wulle-Straße (Heilbronn), benannt 1968 nach dem langjährigen Heilbronner Stadtrat Karl Wulle (1864–1937).
- Karlsruher Straße (Heilbronn), benannt 1951 nach der badischen Stadt Karlsruhe.
- Karlstraße (Heilbronn), benannt 1826 nach dem damaligen Kronprinzen und späteren König von Württemberg Karl Friedrich Alexander von Württemberg. Hieß um 1947/48 kurzzeitig Nürnberger Straße, ursprünglich Adelberger Gasse.
- Karmeliterstraße (Heilbronn), benannt vor 1897[1] nach dem Karmeliterkloster Heilbronn, das sich bei der Straße befand
- Kasernengasse (Heilbronn, Altstadt), historische Bezeichnung. Zur früheren Kaserne (bis 1848) im Deutschen Hof führende Gasse.
- Kastanienweg (Böckingen, Kreuzgrund), benannt 1951 nach dem Baum Kastanie.
- Kastellstraße (Böckingen), benannt 1948 nach dem Römerkastell Böckingen. Hieß vorher Bertholdstraße (1938–1945) und Römerstraße (benannt vor 1907).
- Katzensteige (Heilbronn), historische Bezeichnung. Steile, treppenartige Wege heißen Katzensteige nach der Klettergewandtheit der Katze und dem Kletterbrett der Katze am Bauernhaus.
- Kauffmannstraße (Heilbronn), benannt 1954 nach dem Mathematiker und Komponisten Ernst Friedrich Kauffmann (1803–1856). Vorher Teil der Eythstraße.
- Kaulbachweg (Heilbronn), benannt 1938 nach dem Maler Wilhelm von Kaulbach (1804–1874).
- Kehrhüttenstraße (Biberach), benannt 1994 nach einem Flurnamen.
- Keilstraße (Böckingen), benannt 1945 nach dem württembergischen Landtagspräsidenten Wilhelm Keil (1870–1968). Hieß vorher Theodor-Casella-Straße (ab 1938), Ernst-Weinstein-Straße (ab 1933) und Keilstraße (benannt zwischen 1907 und 1920 nach einem Flurnamen).
- Keitweg (Neckargartach), benannt 1925 nach einem Flurnamen.
- Keltenstraße (Sontheim), benannt 1988 nach dem Volksstamm der Kelten.
- Kelteräckerstraße (Frankenbach), benannt 1945 nach einem Flurnamen. Hieß vorher Gustloffstraße (ab 1936).
- Keltergasse (Biberach), benannt 1935 nach einer früheren Kelter. Der Name gehörte zuvor zur heutigen Unterlandstraße.
- Kelterweg (Horkheim), benannt 1932 nach der früheren Kelter.
- Keplerstraße (Heilbronn), benannt vor 1897[1] nach dem Astronomen Johannes Kepler (1571–1630).
- Kernerstraße (Heilbronn), benannt vor 1897[1] nach dem Dichter und Arzt Justinus Kerner (1786–1862). Teil 1933 umbenannt in Alexanderstraße.
- Kiliansplatz (Heilbronn, Altstadt), historische Bezeichnung. Siehe Kilianstraße.
- Kilianstraße (Heilbronn, Altstadt), historische Benennung nach dem heiligen Kilian und der Kilianskirche. Ein Teilabschnitt hieß früher Scheckengasse, benannt nach einer Heilbronner Familie.
- Kirchbergstraße (Neckargartach), benannt um 1909 nach der Peterskirche. Hieß früher Sedaner Straße (1938–1945) und Kirchgasse (historisch). 1986 um die Bachgasse (benannt um 1896) und das Mühlgässle (historisch) erweitert.
- Kirchbrunnenstraße (Heilbronn, Altstadt), historische Bezeichnung. Benannt nach einem früheren Kirchbrunnen, der von 1541 bis 1868 südwestlich der Kilianskirche bestand.
- Kirchgässle (Klingenberg), benannt 1970 nach der Evangelischen Kirche am Ende der Straße. Hieß zuvor Kirchgasse (ab 1928).
- Kirchgasse (Horkheim), historische Benennung nach der Georgskirche am Ende der Straße.
- Kirchhausener Straße (Frankenbach), benannt 1970 nach dem heutigen Heilbronner Stadtteil Kirchhausen.
- Kirchhöfle (Heilbronn, Altstadt), historisch benannt nach dem früheren Kirchhof der benachbarten Nikolaikirche
- Kirchsteige (Böckingen), benannt 1974 nach der Pankratiuskirche an der Straße. Hieß vorher Steiermarkstraße (1938–1945), Kirchstraße (ab 1907) und Kirchgasse (historisch).
- Kirchstraße (Frankenbach), benannt 1939 nach der Albanskirche an der Straße. Hieß vorher Friedhofstraße (ab 1913) und Kirchgasse (historisch).
- Kirschengartenstraße (Heilbronn), benannt 1911 nach einem Flurnamen.
- Kittlerstraße (Heilbronn), benannt 1925 nach dem Politiker Gustav Kittler (1849–1929), langjähriger Heilbronner Gemeinderat und Mitbegründer der SPD in Heilbronn. Hieß von 1933 bis 1948 Hans-Sachs-Straße.
- Klarastraße (Heilbronn, Altstadt), historische Bezeichnung. Benannt nach dem früheren Klarakloster.
- Kleingartacher Straße (Böckingen, Schanz), benannt 1965 nach der Ortschaft Kleingartach (Gemeinde Eppingen, Landkreis Heilbronn).
- Kleiststraße (Heilbronn), benannt 1901 nach dem Dichter Heinrich von Kleist (1777–1811), Schöpfer des Käthchen von Heilbronn.
- Klettstraße (Heilbronn), benannt 1913 nach dem Juristen und Politiker August Klett (1799–1869), Heilbronner Stadtschultheiß von 1848 bis 1868, Abgeordneter des Württembergischen Landtags von 1833 bis 1848 sowie Mitglied der Frankfurter Nationalversammlung 1849.
- Klingenberger Steg (Horkheim/Klingenberg), benannt 1996 nach dem Heilbronner Stadtteil Klingenberg.
- Klingenberger Straße (Böckingen), benannt 1907 nach dem heutigen Heilbronner Stadtteil Klingenberg. Hieß früher Adolf-Hitler-Straße (1933–1945) und Torgasse (historisch). Teil hieß bis 1901 Frankenbacher Straße (ab 1869/70).
- Klingenstraße (Sontheim), benannt 1901 nach einer alten Bezeichnung für den in das Deinenbachtal hinabführenden Weg.
- Klopstockstraße (Heilbronn), benannt 1935 nach dem Dichter Friedrich Gottlieb Klopstock (1724–1803).
- Klostergasse (Heilbronn, Altstadt), historische Bezeichnung. Benannt nach dem früheren Klarakloster.
- Kneippweg (Heilbronn), benannt 1956 nach dem Priester und Gesundheitslehrer Sebastian Kneipp (1821–1897).
- Knoblochstraße (Frankenbach), benannt 1979 nach dem Frankenbacher Gastwirt, Gemeinderat und Ehrenbürger Heinrich Jakob Knobloch (1827–1910).
- Knorrstraße (Heilbronn), benannt 1901 nach Carl Heinrich Theodor Knorr (1800–1875), der in Heilbronn das Nahrungsmittelunternehmens Knorr gründete.
- Kocherstraße (Böckingen), benannt 1948 nach dem Fluss Kocher. Hieß vorher Ludwig-Schwamb-Straße (ab 1947/48) und Halleiner Straße (ab 1938).
- Köhlstraße (Heilbronn), benannt 1935 nach dem Flugpionier Hermann Köhl (1888–1938).
- Kölner Straße (Kirchhausen), benannt 1974 nach der nordrhein-westfälischen Stadt Köln. Hieß vorher Lauffener Straße.
- Königsberger Straße (Neckargartach, Sachsenäcker), benannt 1962 nach der russischen Stadt Kaliningrad (deutsch: Königsberg).
- Koepffstraße (Heilbronn), benannt 1921 nach der früheren Gelatinefabrik Koepff & Söhne.
- Kollwitzstraße (Neckargartach), benannt 1954 nach der Malerin Käthe Kollwitz (1867–1945).
- Kolpingstraße (Sontheim), benannt 1948 nach dem Priester Adolph Kolping (1813–1865). Hieß vorher Robert-Bosch-Straße (kurzzeitig 1947/48) und Heilbronner Straße (ab 1893).
- Konradweg (Böckingen), benannt 1954 nach dem Armen Konrad, einem Bauernbündnis aus dem 16. Jahrhundert.
- Kopernikusweg (Böckingen, Haseltersiedlung), benannt 1956 nach dem Astronom Nikolaus Kopernikus (1473–1543).
- Kornblumenweg (Biberach), benannt 1972 nach der Blume Kornblume.
- Kraemerstraße (Heilbronn), benannt 1985 nach dem Verleger Viktor Kraemer senior (1840–1911) und dessen Sohn, dem Blindenaktivisten Rudolf Kraemer (1885–1945).
- Kraichgauplatz (Böckingen), benannt 1965 nach der Landschaft Kraichgau.
- Kramstraße (Heilbronn, Altstadt), historische Bezeichnung, früher Brückentorstraße und Wagnerstraße. Benannt nach den hier befindlichen zahlreichen Ladengeschäften. Der Großteil der Straße wurde 1897 Teil der Kaiserstraße.
- Kranenstraße (Heilbronn), historische Benennung nach den Kränen am Wilhelmskanal, dem die Straße folgt.
- Krautgartenweg (Neckargartach), benannt 1938 nach einem Flurnamen. Hieß vorher Schubartstraße (ab 1930).
- Kreuzäckerstraße (Sontheim), benannt 1925 nach einem Flurnamen.
- Kreuzenstraße (Heilbronn), benannt vor 1897[1] nach den zahlreichen dort früher auf einem Acker (Kreuzacker) stehenden niederen Steinkreuzen ungewisser Herkunft.
- Krugstraße (Heilbronn), benannt 1921 nach einem Flurnamen.
- Krumme Steige (Heilbronn), benannt vor 1963 nach ihrem Verlauf.
- Krumme Straße (Böckingen), benannt 1945 nach ihrem leicht gebogenen Verlauf. Hieß vorher Huttenstraße (ab 1945), vorher Roonstraße (ab 1938) und Moltkestraße (benannt zwischen 1920 und 1926).
- Krummlandstraße (Horkheim), benannt 1971 nach einem Flurnamen.
- Kübelstraße (Heilbronn)
- Kunzestraße (Heilbronn), benannt nach dem Heilbronner Kaufmann Christoph Ludwig Kunze (1794–1873), welcher eine Stiftung von 6000 Gulden für Musikzwecke gemacht hat.
- Kurt-Schumacher-Platz (Heilbronn), benannt 1976 nach dem Politiker Kurt Schumacher. Hieß von 1933 bis 1945 Skagerrakplatz, danach bis zur aktuellen Benennung unbenannt.
- Kurze Gasse (Horkheim), benannt 1932 nach ihrer Länge. Vorher Enge Gasse, die kürzere (historisch).
- Kurze Straße (Heilbronn), benannt vor 1897[1] nach ihrer Länge.

## L
- Lachmannstraße (Heilbronn), benannt 1912 nach dem Glockengießer Bernhart Lachaman der Ältere (gestorben 1517) und dessen Sohn, dem Theologen und Reformator Johann Lachmann (1491–1538).
- Lämlinstraße (Böckingen, Gewerbegebiet Böckingen West), benannt 1973 nach dem Heilbronner Patriziergeschlecht Laemmlin, schon im 12. Jahrhundert erwähnt.
- Länderlesstraße (Neckargartach), benannt 1938 nach einem Flurnamen. Hieß vorher Friedensstraße (ab ca. 1925).
- Längelterstraße (Böckingen, Haseltersiedlung), benannt 1948 nach einem Flurnamen. Hieß vorher Im Längelter (ab 1947/48), Hans-Böheim-Straße (1938–1945) und Bergstraße (ab ca. 1933).
- Lammgasse (Heilbronn, Altstadt), historisch. Nach dem im 18. Jahrhundert dort befindlichen Wirtshaus „Zum Lamm“. 1862/63 um die Breite Gasse ergänzt.
- Landturmstraße (Böckingen, Gewerbegebiet Böckingen Nord), benannt 1966 nach dem früheren Böckinger Landturm beim Kastell Böckingen.
- Landwehrstraße (Böckingen), benannt zwischen 1919 und 1938 nach einem Flurnamen, zurückgehend auf die Landwehr der Stadt Heilbronn, die im Bereich der Straße Böckinger Landwehr hieß.
- Latzeläckerweg (Horkheim), benannt 1974 nach einem Flurnamen.
- Lauerweg (Heilbronn), benannt um 1926. Grund der Benennung unbekannt.
- Lauffener Straße (Sontheim), benannt 1901 nach der Stadt Lauffen am Neckar, zu der die Straße führt.
- Lauterbachweg (Heilbronn), benannt 1959 nach dem Pädagogen Johann Lauterbach (1531–1593).
- Lehmhaldenstraße (Horkheim), benannt 1952 nach einem Flurnamen. Hieß zuvor Siedlerstraße (ab 1950).
- Leiblstraße (Sontheim), benannt 1956 nach dem Maler Wilhelm Leibl (1844–1900).
- Leibnizstraße (Böckingen, Haseltersiedlung), benannt 1933 nach dem Philosophen  Gottfried Wilhelm Leibniz (1646–1716).
- Leinbachstraße (Neckargartach), benannt 1913 nach dem parallel verlaufenden Leinbach.
- Leingartener Straße (Klingenberg), benannt 1970. Straße von Klingenberg Richtung Leingarten. Hieß vorher Großgartacher Straße (ab 1928).
- Leintalstraße (Frankenbach), benannt 1974 nach der Lein. Hieß vorher Großgartacher Straße (ab 1930/31), Wörthstraße (ab 1913) und Burgstallstraße (ab 1902).
- Leisbrunnenstraße (Frankenbach), benannt 1913 nach einem Flurnamen.
- Lenaustraße (Heilbronn), benannt 1906 nach dem österreichischen Schriftsteller Nikolaus Lenau (1802–1850).
- Lenbachweg (Heilbronn), benannt 1938 nach dem Maler Franz von Lenbach (1836–1904). Hieß vorher Lenbachstraße (ab 1933).
- Lenzweg (Böckingen), benannt 1947 nach einer alten Bezeichnung für die Jahreszeit Frühling. Hieß vorher Ludweilerweg (ab 1935) und Heidenrainstraße (ab ca. 1926).
- Leonhard-Frank-Straße (Neckargartach), benannt 1974 nach dem Schriftsteller Leonhard Frank (1863–1925). Hieß vorher Kirchhausener Straße (ab 1947/48), Ferdinand-Schill-Straße (1938–1945) und Keplerstraße (ab 1930).
- Leonhardstraße (Böckingen), Namensgeber unbekannt. 1938 um die Sonnenbrunnenstraße (benannt zwischen 1907 und 1911) ergänzt.
- Lerchenstraße (Heilbronn), benannt vor 1897[1] nach dem Flurnamen Lerchenberg.
- Lessingstraße (Heilbronn), benannt 1905 nach dem Dichter Gotthold Ephraim Lessing (1729–1781).
- Lichtenbergerstraße (Heilbronn), benannt 1908 nach Theodor Lichtenberger (1844–1909), Gründer und erster Generaldirektor der Salzwerke Heilbronn AG.
- Liebermannstraße (Neckargartach), benannt 1947 nach dem Maler Max Liebermann (1847–1935). Hieß früher Flandernstraße (1938–1945) und Herbststraße (ab ca. 1925).
- Liebigstraße (Heilbronn), benannt 1911 nach dem Chemiker Justus von Liebig (1803–1873).
- Liederkranzstraße (Heilbronn), benannt 1925 nach dem Gesangverein Liederkranz, der dort ein Gelände besaß.
- Lilienthalstraße (Biberach), benannt 1974 nach dem Ingenieur Otto Lilienthal (1848–1896). Hieß vorher Böllinger Straße (ab 1968).
- Lilienweg (Biberach), benannt 1968 nach der Blume Lilie.
- Limesstraße (Böckingen, Gewerbegebiet Böckingen Nord), benannt 1966 nach dem römischen Grenzwall Limes; in der Nähe der Straße ist das Kastell Böckingen.
- Lindenhof (Böckingen, Kreuzgrund), benannt 1936 nach dem Baum Linde.
- Lindenstraße (Neckargartach), benannt 1948 nach dem Baum Linde. Hieß vorher Käthe-Kollwitz-Straße (ab 1947/48), Vogesenstraße (1938–1945) und Paulinenstraße (ab ca. 1925).
- Linkstraße (Heilbronn), benannt 1921 nach dem Heilbronner Kommerzienrat Louis Link (1827–1889).
- Lise-Meitner-Straße (Heilbronn), benannt 1998 nach der Atomphysikerin Lise Meitner (1878–1968). Hieß vorher Hessenhof (ab 1998).
- Liststraße (Heilbronn), benannt 1920 nach dem Wirtschaftstheoretiker Friedrich List (1789–1846).
- Lixstraße (Heilbronn), benannt vor 1897[1] nach dem Heilbronner Kaufmann Friedrich Severin Lix (1778–1844), der mehrere Stiftungen zu wohltätigen Zwecken machte; er und seine Frau vermachten testamentarisch der Stadt Heilbronn ihr gesamtes Vermögen.
- Lochingerstraße (Sontheim), benannt 1938 nach dem Statthalter des Deutschordens von Heilbronn Wilhelm Lochinger.
- Löwensteiner Straße (Heilbronn), benannt 1948 nach der Stadt Löwenstein (Landkreis Heilbronn). Vorher Erich-Mühsam-Straße (ab 1947) und Scharnhorststraße (ab 1933).
- Lohtorstraße (Heilbronn, Altstadt), historische Bezeichnung, auch Lohtorgasse. Führte zum ehemaligen Lohtor in der Stadtmauer am Neckar. Der östliche Abschnitt hieß bis 1826 Judengasse; sie wurde 1324 erwähnt und ist die älteste bekannte Straßenbezeichnung Heilbronns.
- Lortzingstraße (Böckingen), benannt 1945 nach dem Komponisten Albert Lortzing. Hieß früher Wilhelm-Murr-Straße (ab 1933), Ebertstraße (ab 1930) und Hohe Straße (ab ca. 1927)
- Lothringer Straße (Heilbronn), benannt 1938 nach der französischen Region Lothringen.
- Louis-de-Millas-Straße (Heilbronn, Neckarbogen), benannt 2021 nach dem Architekten und Heilbronner Stadtbaumeister Louis de Millas (1808–1890).
- Louis-Hentges-Straße (Heilbronn), benannt 1924 nach dem Heilbronner Politiker und Brauereibesitzer Louis Hentges (1818–1891).
- Lucy-Hillebrand-Straße (Heilbronn, Neckarbogen), benannt 2021 nach der Architektin Lucy Hillebrand (1906–1997).
- Ludwig-Essinger-Straße (Böckingen), benannt 1991 nach dem Heilbronner Arzt Ludwig Essinger (1881–1942).
- Ludwig-Knortz-Straße (Heilbronn, Neckarbogen), benannt 2021 nach dem Architekten Ludwig Knortz (1879–1936).
- Ludwig-Pfau-Straße (Heilbronn), benannt 1921 nach dem Schriftsteller und Heilbronner Ehrenbürger Ludwig Pfau (1821–1894). Hieß zuvor Pfaustraße (ab 1894).
- Ludwig-Richter-Straße (Sontheim), benannt 1938 nach dem Maler Ludwig Richter (1803–1884). Hieß vorher Goethestraße (ab ca. 1925).
- Ludwig-Wunderlich-Straße (Horkheim), benannt 1974 nach dem Heilbronner Ökonomierat Ludwig Wunderlich (1854–1920). Hieß vorher Schwabenstraße (ab 1964).
- Ludwigsburger Straße (Böckingen), benannt 1948 nach der württembergischen Stadt Ludwigsburg. Hieß vorher Hermann-Müller-Straße (kurzzeitig 1947/48), Hindenburgstraße (1933–1945) und Weststraße (1945–1947 und ab 1901).
- Ludwigstraße (Neckargartach), benannt 1934, Benennungsgrund unbekannt.
- Lückenstraße (Frankenbach), benannt 1901 nach einem Flurnamen.
- Luise-Bronner-Straße (Heilbronn), benannt 2016 nach der Chemikerin, Germanistik-Professorin und Schriftstellerin Luise Bronner (1912–1999); in Heilbronn geboren, emigrierte wegen ihrer jüdischen Herkunft 1938 in die USA. Mit ihrem Tod vermachte sie den Heilbronner Realschulen 100.000 DM mit der Zweckbindung, dieses Geld für den Schüleraustausch mit den USA zu verwenden.
- Luisenstraße (Heilbronn), benannt 1894 nach Luise Huber (1850–1918), der Frau des Bauwerkmeisters Louis Huber. Hieß von 1938 bis 1945 Linzer Straße.
- Lukas-Cranach-Weg (Heilbronn), benannt 1952 nach dem Maler Lucas Cranach der Ältere (1472–1553).
- Lutzstraße (Sontheim), benannt 1938 nach Anton Lutz (1864–1922), von 1890 bis 1922 Schultheiß in Sontheim. Hieß vorher Hermann-Göring-Straße (ab 1933) und Weststraße (ab 1931).

## M
- Maasstraße (Böckingen), benannt 1967 nach dem Böckinger Arzt und Ehrenbürger Karl Maas (1974–1958).
- Maienfelser Weg (Heilbronn), benannt 1938 nach der Ortschaft Maienfels (heute Gemeinde Wüstenrot, Landkreis Heilbronn). Hieß vorher Spicherer Weg (benannt 1938).
- Maihaldenstraße (Frankenbach), benannt 1970 nach einem Flurnamen.
- Mainhardter Straße (Heilbronn), benannt 1947 nach der Ortschaft Mainhardt (Landkreis Schwäbisch Hall). Hieß zuvor Zietenstraße (ab 1936).
- Mainzer Straße (Kirchhausen), benannt 1988 nach der rheinland-pfälzischen Landeshauptstadt Mainz.
- Mandrystraße (Heilbronn), benannt 1948 nach dem Mediziner Gustav Mandry (1863–1949). Hieß vorher Robert-Koch-Straße (ab 1947/48) und Tirpitzstraße (ab 1936).
- Manfred-Weinmann-Ring (Neckargartach), benannt 2018 nach dem Politiker Manfred Weinmann (1934–2013). Oberbürgermeister von Heilbronn (1983–1999) und Ehrenbürger.
- Mannheimer Straße (Heilbronn), benannt 1954 nach der badischen Stadt Mannheim.
- Marburger Straße (Kirchhausen), benannt 1974 nach der hessischen Stadt Marburg. Hieß vorher Haller Straße.
- Marderweg (Biberach), benannt 1974 nach dem Tier Marder.
- Marienburger Straße (Neckargartach), benannt 1975 nach der polnischen Stadt Malbork (deutsch: Marienburg).
- Markgraf-Ludwig-Straße (Heilbronn), benannt 1933 nach dem Markgrafen Ludwig Wilhelm von Baden-Baden (1655–1707). Hieß 1947 temporär Teusserstraße.
- Marktplatz (Heilbronn, Altstadt), Benennungsdatum unbekannt. Historischer Marktstandort der Stadt.
- Martin-Luther-Straße (Heilbronn), benannt 1933 nach dem Reformator Martin Luther (1483–1546) anlässlich dessen 450. Geburtstages. Hieß zuvor Auerbachstraße (ab 1921).
- Martin-Niemöller-Straße (Böckingen), benannt 1991 nach dem Theologen Martin Niemöller (1892–1984).
- Massenbacher Straße (Böckingen), benannt 1956 nach der Ortschaft Massenbach (Gemeinde Schwaigern, Landkreis Heilbronn).
- Massenbacher Weg (Kirchhausen), benannt 2011 nach einem Flurnamen und der Ortschaft Massenbach (Gemeinde Schwaigern, Landkreis Heilbronn).
- Matthias-Erzberger-Straße (Biberach), benannt 1994 nach dem Politiker Matthias Erzberger (1875–1921).
- Mauerstraße (Sontheim), benannt 1901 nach einem Flurnamen.
- Maulbronner Straße (Böckingen), benannt 1938 nach der Stadt Maulbronn (Enzkreis). Hieß vorher Sontheimer Straße (ab 1890/91); 1989 um einen Teil der Zabergäustraße ergänzt.
- Mauserstraße (Sontheim), benannt 1938 nach den Brüdern und Waffenkonstrukteuren Wilhelm Mauser (1834–1882) und Peter-Paul Mauser (1838–1914). Hieß früher Albstraße (kurzzeitig 1947/48) und Zeppelinstraße (ab ca. 1937).
- Maustalstraße (Biberach), benannt 1953 nach einem Flurnamen.
- Max-Beermann-Platz (Heilbronn), benannt 2021 nach Max Beermann (1873–1935), von 1914 bis 1935 Rabbiner der Jüdischen Gemeinde Heilbronn, Dozent an der Volksschule Heilbronn. Hieß zuvor Uhlandplatz.
- Max-Planck-Straße (Heilbronn/Sontheim), benannt 1964 nach dem Physiker Max Planck (1858–1947).
- Max-Reger-Straße (Biberach), benannt 1979 nach dem Komponisten Max Reger (1873–1916).
- Max-von-Laue-Straße (Sontheim), benannt 1966 nach dem Physiker Max von Laue (1879–1960).
- Maybachstraße (Heilbronn), benannt 1927 nach dem in Heilbronn geborenen Ingenieur Wilhelm Maybach (1846–1929).
- Meisenweg (Biberach), benannt 1973 nach dem Vogel Meise. Hieß vorher Brechlochstraße (ab 1952).
- Melanchthonweg (Neckargartach), benannt 1947 nach dem Philosophen Philipp Melanchthon (1497–1560). Hieß vorher Hultschiner Weg (ab 1938) und Kärntner Weg.
- Melli-Beese-Straße (Heilbronn), benannt 1997 nach der Pilotin Melli Beese (1886–1925).
- Memeler Straße (Neckargartach, Sachsenäcker), benannt 1962 nach der litauischen Stadt Klaipėda (deutsch: Memel).
- Menzelstraße (Sontheim), benannt 1956 nach dem Maler Adolph von Menzel (1815–1905).
- Mergenthalerstraße (Biberach), benannt 1974 nach dem Feinmechaniker Ottmar Mergenthaler (1854–1899). Hieß vorher Finkenweg (ab 1953).
- Merianstraße (Sontheim), benannt 1968 nach dem Kupferstecher Matthäus Merian (1593–1650).
- Merkurstraße (Heilbronn), benannt 1929 nach dem Planeten Merkur.
- Mertzweg (Heilbronn), benannt 1954 nach Karl Julius Christian Mertz (1854–1906), Mitinhaber der Firmen Georg Friedrich Rund, Lindenmeyer & Co und C. B. Bläß.
- Mettelbachstraße (Heilbronn), benannt 1956 nach dem Geschlecht Mettelbach, das im Mittelalter zahlreiche Bürgermeister (darunter der Heilbronner Bürgermeister Kaspar Mettelbach), Richter und Schultheißen stellte.
- Metzer Straße (Heilbronn), benannt 1932 nach der französischen Stadt Metz. Hieß 1947 temporär Löwensteiner Straße.
- Metzgergasse (Heilbronn, Altstadt), historische Bezeichnung, zeitweise Kleine und Große Metzgergasse. Hier, in der Nähe des alten Schlachthauses, haben sich früher vor allem Metzger angesiedelt.
- Michael-Vehe-Straße (Biberach), benannt 1968 nach dem in Biberach geborenen Kirchengelehrten Michael Vehe (ca. 1485–1539).
- Michelsbergstraße (Böckingen), benannt 1938 nach dem Michaelsberg, einem Berg bei Cleebronn (Landkreis Heilbronn). Hieß vorher Südstraße (ab vor 1907).
- Militärwegbrücke (Heilbronn), historische Benennung. Die Brücke liegt am Weg von den Heilbronner Kasernen zum Exerzierplatz auf der Waldheide.
- Millerstraße (Heilbronn), benannt 1954 nach dem Ingenieur Oskar von Miller (1855–1934).
- Mittelstraße (Neckargartach), benannt 1909 nach ihrer Lage in der historischen Neckargartacher Ortsmitte. Teil vorher Mittlere Gasse, Teil Grünwiesengässle (beide historisch).
- Mittlerer Weg (Böckingen, Gewerbegebiet Böckingen Nord), benannt 1966 nach einem Flurnamen.
- Mittnachtstraße (Biberach), benannt 1935 nach dem Biberacher Schultheiß Johann Michael Mittnacht (1744–1818), im Amt von 1779 bis 1807.
- Mönchseestraße (Heilbronn), benannt vor 1897[1] nach dem Mönchsee, einem ehemaligen See im Osten der Stadt, der 1460 künstlich angelegt und 1524 wieder abgelassen wurde.
- Mörikestraße (Heilbronn), benannt 1910 nach dem Dichter Eduard Mörike (1804–1875).
- Möwenstraße (Horkheim), benannt 1955 nach dem Vogel Möwe. Hieß vorher Gartenstraße (ab 1955).
- Moltkestraße (Heilbronn), benannt 1876 nach dem preußischen Generalfeldmarschall Helmuth von Moltke (Generalfeldmarschall). Hieß 1947 temporär Friedrich-Ebert-Straße.
- Moosbruggerstraße (Heilbronn), benannt 1927 nach dem Architekten Theodor Moosbrugger (1851–1923).
- Mosbacher Straße (Neckargartach, Industriegebiet Neckarau), benannt 1972 nach der Stadt Mosbach (Neckar-Odenwald-Kreis).
- Mosergasse (Heilbronn, Altstadt), Benennungsdatum unbekannt, auch Ludwig-Moser-Gasse. Benannt nach dem Kantengießer Ludwig Moser, der um 1600 dort wohnte.
- Mozartstraße (Heilbronn),  benannt vor 1897[1] nach dem österreichischen Komponisten Wolfgang Amadeus Mozart (1756–1791).
- Mühläckerstraße (Sontheim), benannt 1924 nach einem Flurnamen.
- Mühlbachstraße (Neckargartach), benannt 1938 nach dem dortigen Mühlbach. Hieß früher Mühlstraße (kurzzeitig ab 1945 und ab ca. 1909).
- Mühlbergstraße (Biberach), benannt 1935 nach einem Flurnamen. Hieß vorher Mühlweg (ab ca. 1909)
- Mühlgasse (Biberach), benannt 1935 nach einer ehemaligen Mühle.
- Mühlrainstraße (Neckargartach, Böllinger Höfe), benannt 1979 nach einem Flurnamen.
- Mühlstraße (Böckingen), benannt vor 1938.
- Münchener Straße (Frankenbach), benannt 1974 nach der bayerischen Landeshauptstadt München. Hieß vorher Hindenburgstraße (1933–1946) und Wilhelmstraße (ab 1902).
- Münzerstraße (Böckingen), benannt 1948 nach dem Reformator und Bauernkriegsführer Thomas Müntzer (1489–1525). Hieß vorher Hermann-Maaß-Straße (ab 1947/48) und Sankt Pöltener Straße (ab 1938).
- Münzingstraße (Heilbronn), benannt 1912 nach dem Fabrikanten Friedrich Michael Münzing (1807–1879), Gründer der heute noch bestehenden Münzing Chemie GmbH.
- Mundelsheimer Straße (Heilbronn), benannt 1947 nach der Ortschaft Mundelsheim (Landkreis Ludwigsburg). Hieß zuvor Karl-Peters-Straße (ab 1936).

## N
- Nachtigallenweg (Biberach), benannt 1959 nach dem Vogel Nachtigall.
- Nägelingasse (Heilbronn, Altstadt), auch Dittmargasse genannt, wohl nach einem Personennamen aus dem Jahr 1621
- Narzissenweg (Biberach), benannt 1972 nach der Blume Narzisse.
- Neckargartacher Brücke (Heilbronn, Neckargartach), benannt 1996. Neckarbrücke zwischen Heilbronn und Neckargartach.
- Neckargartacher Straße (Böckingen), benannt 1930; Straße von Böckingen nach Neckargartach. Hieß früher Böhmestraße (1938–1945) und Salzstraße (benannt um 1902/1905). Teil 1972 zur Hans-Baldung-Straße.
- Neckarhalde (Heilbronn), benannt 1966 nach einem Flurnamen.
- Neckarsulmer Straße (Heilbronn), Benennungsdatum unbekannt. Straße zur Heilbronner Nachbarstadt Neckarsulm.
- Neckartalstraße (Böckingen/Neckargartach/Sontheim), benannt 1991. Hochrangige Umgehungsstraße am Westufer des Neckars und des Kanalhafens.
- Neipperger Höhe (Klingenberg), benannt 1979 nach der Ortschaft Neipperg (Gemeinde Brackenheim, Landkreis Heilbronn).
- Neipperger Straße (Böckingen),  benannt 1924 nach der Ortschaft Neipperg (Gemeinde Brackenheim, Landkreis Heilbronn).
- Nelkenweg (Biberach), benannt 1970 nach der Blume Nelke. 1974 um die Hauffstraße (benannt 1970) erweitert.
- Neue Straße (Böckingen), benannt 1952 als Verbindung zur damals neuen Brackenheimer Straße (heute Neckartalstraße).
- Neuwiesenstraße (Frankenbach), benannt 1892 nach einem Flurnamen. Hieß von 1933 bis 1945 Adolf-Hitler-Straße.
- Nickelstraße (Heilbronn), benannt 1931 nach dem Waldinspektor und Heilbronner Stadtrat Christian Bernhard Nickel (1794–1879).
- Niederhofener Straße (Böckingen, Schanz), benannt 1965 nach der Ortschaft Niederhofen (Gemeinde Schwaigern, Landkreis Heilbronn).
- Nördlinger Straße (Heilbronn), benannt 1948 nach der bayerischen Stadt Nördlingen. Hieß vorher Villacher Straße (ab 1938).
- Nordbergstraße (Heilbronn), benannt 1901 nach einem Flurnamen. Als Nordberg wurde früher der Wartberg selbst bezeichnet, heute ist damit ein Gewann unterhalb davon gemeint. Hieß früher Nordberger Straße (ab 1863/64).
- Nordheimer Weg (Neckargartach), benannt 1922 nach dem Flurnamen Nordheimer Hohl.
- Nordstraße (Heilbronn), benannt vor 1879 nach ihrer Lage nördlich der Innenstadt. Hieß früher Pestalozzistraße (1879–1948).
- Nürnberger Straße (Heilbronn), benannt 1965 nach der bayerischen Stadt Nürnberg.
- Nussäckerstraße (Horkheim), benannt 1950 nach einem Flurnamen. 1974 um Teile der Fleiner Straße (benannt 1964) und der Raiffeisenstraße (benannt 1964) ergänzt.

## O
- Obere Kanalstraße (Horkheim), benannt 1932 nach der Lage am Neckarkanal Horkheim.
- Obere Neckarstraße (Heilbronn, Altstadt), historische Benennung nach ihrer Lage am Neckar.
- Obereisesheimer Straße (Neckargartach), benannt 1938 nach der Ortschaft Obereisesheim (Gemeinde Neckarsulm, Landkreis Heilbronn). Hieß vorher Neckarstraße (ab ca. 1905).
- Oberer Kindsbergweg (Heilbronn), benannt 1972 nach einem Flurnamen.
- Oberes Wehr (Horkheim), benannt 1983 nach dem Wehr am flussaufwärtigen Ende vom Neckarkanal Horkheim.
- Ochsenbrunnenstraße (Neckargartach, Böllinger Höfe), benannt 1983 nach einem Flurnamen.
- Ödenburger Straße (Frankenbach), benannt 1974 nach der ungarischen Stadt Sopron (deutsch: Ödenburg). Hieß vorher Leinbachstraße (ab 1951).
- Öhringer Straße (Heilbronn), benannt 1931 an heutiger Stelle nach der Stadt Öhringen (Hohenlohekreis). Der Name war zuvor an die heutige Haller Straße zwischen Karlstor und Paul-Göbel-Straße vergeben (benannt 1921).
- Ohmstraße (Heilbronn), benannt 1956 nach dem Physiker Georg Simon Ohm (1789–1854).
- Olgastraße (Heilbronn), benannt 1877 nach der württembergischen Königin Olga Nikolajewna Romanowa (1822–1892). Hieß 1947 temporär Vaihinger Straße.
- Orffstraße (Biberach), benannt 1974 nach dem Komponisten Carl Orff (1895–1982).
- Orthstraße (Heilbronn), benannt 1921 nach der Heilbronner Familie Orth, die sieben Heilbronner Bürgermeister stellte: Philipp Orth (1534–1603), Philipp Orth der Jüngere (1567–1622), Johann Philipp Orth (1582–1635), Johann Heinrich Orth (1653–1733), Johann Bernhard Orth (1677–1734), Georg Heinrich Orth (1698–1769), Heinrich Karl Philibert Orth (1733–1795).
- Oststraße (Heilbronn), benannt vor 1897 nach ihrer Lage östlich der Altstadt.
- Otto-Hahn-Straße (Biberach), benannt 1973 nach dem Chemiker Otto Hahn (1879–1968).
- Otto-Kirchheimer-Straße (Böckingen), benannt 1991 nach dem in Heilbronn geborenen Staats- und Verfassungsrechtler Otto Kirchheimer (1905–1965).
- Otto-Konz-Brücke (Heilbronn), benannt 1952 nach dem Neckarbaudirektor Otto Konz (1875–1965), vorher Wehrbrücke (ab 1951).
- Otto-Linne-Straße (Heilbronn, Neckarbogen), benannt 2021 nach dem Garten- und Landschaftsarchitekten Otto Linne (1869–1937).
- Otto-Wels-Straße (Biberach), benannt 1994 nach dem Politiker Otto Wels (1873–1939).

## P
- Palmstraße (Neckargartach), benannt 1938 nach dem Buchhändler Johann Philipp Palm (1766–1806). Hieß früher Jakobstraße (ab 1927) und Schützenstraße (temporär ab 1945 und ca. 1909)
- Panoramastraße (Biberach), benannt 1936 nach dem Ausblick von den anliegenden Häusern. Hieß vorher Schlageterstraße.
- Panoramaweg (Frankenbach), benannt 1957 nach dem dortigen Ausblick. Hieß vorher Hierlweg (ab 1938).
- Pappelweg (Horkheim), benannt 1984 nach dem Baum Pappel.
- Paracelsusstraße (Heilbronn), benannt 1956 nach dem Schweizer Arzt Paracelsus (1493–1541).
- Parkstraße (Sontheim), benannt 1938 nach dem ehemaligen Alten Friedhof Sontheim, der mittlerweile zur Parkanlage umgewidmet wurde. Hieß vorher Friedhofstraße (ab 1925).
- Parkweg (Heilbronn), benannt 1951 nach dem Feyerabend'schen Park, der sich südlich des Weges befindet.
- Passauer Straße (Frankenbach), benannt 2004 nach der bayerischen Stadt Passau.
- Pater-Kolbe-Straße (Kirchhausen), benannt 1974 nach dem polnischen Pater und Märtyrer Maximilian Kolbe (1894–1941). Hieß vorher Mörikestraße (ab 1966).
- Paul-Gerhardt-Straße (Kirchhausen), benannt 1974 nach dem Kirchenlieddichter Paul Gerhardt (1607–1676). Hieß vorher Goethestraße (ab 1959).
- Paul-Göbel-Straße (Heilbronn), benannt 1925 nach dem Heilbronner Oberbürgermeister Paul Göbel (1870–1921), im Amt von 1904 bis zu seinem Tod. Hieß vorher Göbelstraße (ab 1921).
- Paul-Metz-Brücke (Heilbronn), benannt 2004 nach dem Schuldirektor und Politiker Paul Metz (1899–1961), von 1946 bis 1948 Oberbürgermeister der Stadt Heilbronn.
- Paul-Weitbrecht-Straße (Neckargartach), benannt 1988 nach dem Neckargartacher Pfarrer Paul Gerhard Weitbrecht (1887–1968).
- Paula-Fuchs-Allee (Heilbronn, Neckarbogen), benannt 2016 nach der Politikerin Paula Fuchs (1922–2013), Stadträtin von 1971 bis 1994, Ehrenbürgerin der Stadt und Trägerin des Bundesverdienstkreuzes.
- Paulinenstraße (Heilbronn), benannt 1840/41 nach Königin Pauline von Württemberg (1800–1873). Hieß 1947 kurzzeitig Würzburger Straße.
- Pestalozzistraße (Heilbronn), benannt 1927 nach dem Schweizer Pädagogen Johann Heinrich Pestalozzi (1746–1827). Hier früher Nordstraße (zeitweise 1947 sowie vor 1925) beziehungsweise Alte Nordstraße (1925–1927).
- Peter-Bruckmann-Brücke (Heilbronn), benannt 1952 nach dem Unternehmer und Politiker Peter Bruckmann (1865–1937), Inhaber der Silberwarenfabrik Peter Bruckmann & Söhne sowie Heilbronner Gemeinderat und Ehrenbürger. Hieß zuvor Kanalhafenbrücke (ab 1935).
- Pfaffenhofener Straße (Böckingen, Schanz), benannt 1965 nach der Ortschaft Pfaffenhofen (Landkreis Heilbronn).
- Pfaffenstraße (Neckargartach, Böllinger Höfe), benannt 1979 nach einem Flurnamen.
- Pfalzstraße (Heilbronn), benannt 1938 nach der historischen Landschaft Pfalz. Hieß vorher Saarstraße (ab 1927).
- Pfarrgasse (Böckingen), benannt 1907 nach dem dortigen Pfarrhaus. Hieß vorher Kleines Kirchgässle.
- Pfizerstraße (Heilbronn), benannt 1907 nach dem Dichter Gustav Pfizer (1807–1890).
- Pforzheimer Straße (Kirchhausen), benannt 1974 nach der badischen Stadt Pforzheim. Hieß vorher Massenbacher Weg.
- Pfühlstraße (Heilbronn), benannt vor 1897[1] nach dem Flurnamen Pfühl, nachdem auch der Pfühlbrunnen, der Pfühlbach und der Pfühlpark benannt sind. 1911 um die Pfühlbrunnenstraße (benannt 1905) verlängert.
- Pfützäckerweg (Horkheim), benannt 1974 nach einem Flurnamen. Hieß vorher Reutweg.
- Philipp-Hagner-Straße (Neckargartach), benannt 1938 nach dem Neckargartacher Schulmeister und Geschichtsschreiber Johann Philipp Hagner (1695–1763).
- Pilgramstraße (Sontheim), benannt 1959 nach dem Bildhauer Anton Pilgram (ca. 1450/1460-ca. 1515).
- Pirolweg (Horkheim), benannt 1984 nach dem Vogel Pirol.
- Platanenstraße (Böckingen, Kreuzgrund), benannt 1951 nach dem Baum Platane.
- Platenweg (Heilbronn), benannt 1948 nach dem Dichter August von Platen-Hallermünde (1796–1835).
- Platz am Bollwerksturm (Heilbronn, Altstadt), benannt 2007 nach dem Bollwerksturm, um den der Platz angelegt wurde. Zuvor Teil der Unteren Neckarstraße.
- Port-Talbot-Straße (Sontheim), benannt 1985 nach der walisischen Stadt Port Talbot, Partnerstadt von Heilbronn seit 1966. Hieß vorher Afanstraße (ab 1985).
- Poststraße (Kirchhausen), benannt 1974. Standort der Poststelle zur Zeit der Eingemeindung. Hieß vorher Brunnenstraße (ab 1930), Pfarrbrunnenstraße und Rohrbrunnengasse (historisch).
- Primelweg (Kirchhausen), benannt 1974 nach der Blume Primel. Hieß vorher Nelkenweg (ab 1966).

## Q
- Quellenstraße (Sontheim), benannt 1901 nach dort befindlichen Wasserquellen.
- Querschulgasse (Heilbronn, Altstadt), benannt nach ihrem Verlauf quer zur Schulgasse. Früher Zwerchschulgasse.
- Querstraße (Böckingen), benannt 1907 nach ihrer Funktion als Querverbindung der zeitgleich benannten Seestraße und Haagstraße.

## R
- Raabeweg (Heilbronn), benannt 1933 nach dem Dichter Wilhelm Raabe (1831–1910).
- Raffelsteinweg (Heilbronn), benannt 1972 nach einem Raffelstein genannten Findling, der hier geborgen wurde.
- Raffeltersteige (Heilbronn), benannt 1960 nach einem Flurnamen.
- Raidweg (Sontheim), benannt 1924 nach einem Flurnamen.
- Raiffeisenstraße (Klingenberg), benannt 1972 nach dem Sozialreformer Friedrich Wilhelm Raiffeisen (1818–1888).
- Rainlesstraße (Neckargartach), benannt 1945 nach einem Flurnamen Rainle. Hieß vorher Otto-Planetta-Straße (ab 1938), Planettastraße (ab 1938), Gustloffstraße (ab ca. 1936/37) und Weinbergstraße (ab 1927).
- Rampachertal (Heilbronn), benannt nach einem Flurnamen. Benannt vor 1911 als Rampachertalstraße, seit spätestens 1938 nur noch Rampachertal genannt.
- Rappengasse (Biberach), historische Bezeichnung, wohl nach den Rappen genannten Pferden mit schwarzen Fell. 1935 um den Geisbrunnenweg und den Schmittebrunnenweg (beide historisch) ergänzt.
- Rathausgasse (Heilbronn, Altstadt), in direkter Nachbarschaft zum Heilbronner Rathaus.
- Rathausstraße (Böckingen), benannt 1907 nach dem alten Böckinger Rathaus. Hieß früher Schrunser Straße (1938–1945) und abschnittsweise Lammgasse und Unterer Seeweg (beide historisch).
- Rathenauplatz (Heilbronn), benannt 1922 nach dem Industriellen und Politiker Walther Rathenau (1867–1922). Hieß von 1933 bis 1947 Hindenburgplatz
- Rauchstraße (Heilbronn), nach dem Heilbronner Fabrikanten Adolf von Rauch (1798–1882).
- Regensburger Straße (Frankenbach), benannt 2004 nach der bayerischen Stadt Regensburg.
- Reiherweg (Böckingen, Kreuzgrund), benannt 1936 nach dem Vogel Reiher. Hieß vorher Amselweg (ab 1936).
- Reinbotstraße (Klingenberg), benannt 1979 nach Reinbot von Klingenberg, erster bekannter Vertreter der Herren von Klingenberg, die im 14. und 15. Jahrhundert die Lehensherrschaft im Ort ausübten.
- Reinerstraße (Böckingen, Gewerbegebiet Böckingen West), benannt 1973 nach der ehemaligen Heilbronner Zigarrenfabrik Reiner.
- Reinhold-Fyrnys-Straße (Böckingen), benannt 1991 nach dem Heilbronner Oberstudienrat und Stadtrat Reinhold Fyrnys (1925–1975).
- Reisacher Weg (Heilbronn), benannt 1936 nach der Ortschaft Reisach (Löwenstein) (heute Teil von Löwenstein, Landkreis Heilbronn).
- Renzweg (Böckingen), benannt 1976 nach dem Zirkusdirektor Ernst Renz (1815–1892), geboren in Böckingen.
- Rethelstraße (Sontheim), benannt 1956 nach dem Maler Alfred Rethel (1816–1859).
- Reußweg (Heilbronn), benannt 1954 nach dem Heilbronner Großkaufmann Carl Christoph Reuß (1788–1847).
- Reutlinger Straße (Heilbronn), benannt 1965 nach der württembergischen Stadt Reutlingen.
- Richard-Becker-Straße (Heilbronn), benannt 1976 nach Heilbronner Kunstmäzen und Kulturpolitiker Richard Becker (1857–1919). Hieß vorher Linnéstraße (ab 1926).
- Richard-Wagner-Straße (Heilbronn), benannt 1933 nach dem Komponisten Richard Wagner (1813–1883).
- Rieckherstraße (Sontheim), benannt 1927 nach dem Sontheimer Amtsnotar und Geometer Georg Christoph Rieckher.
- Riedstraße (Heilbronn), benannt 1921 nach dem Flurnamen Sülmer Ried.
- Riedweg (Frankenbach), benannt 1957 nach einem Flurnamen.
- Riegrafstraße (Böckingen), benannt 1996 nach dem Heilbronner Postrat und Gemeinderat Ernst Riegraf (1880–1957) sowie dessen Sohn, dem Politiker und Widerstandskämpfer Hellmut Riegraf (1909–1988).
- Rieslingstraße (Heilbronn), benannt 1948 nach der Weißwein-Rebsorte Riesling. Hieß vorher Kurt-Eisner-Straße (ab 1947/48) und Gneisenaustraße (ab 1933).
- Rilkestraße (Biberach), benannt 1974 nach dem Dichter Rainer Maria Rilke (1875–1926). Hieß vorher Kleiststraße (ab 1972).
- Ringstraße (Biberach), benannt 1969 nach ihrem ringförmigen Verlauf.
- Robert-Bosch-Straße (Sontheim), benannt 1964 nach dem Industriellen Robert Bosch (1861–1942).
- Robert-Koch-Straße (Heilbronn), benannt 1960 nach dem Mediziner Robert Koch.
- Robert-Mayer-Straße (Heilbronn), benannt 1908 nach dem Heilbronner Arzt und Physiker Robert Mayer (1814–1878).
- Robert-Stolz-Weg (Böckingen), benannt 1976 nach dem Komponisten Robert Stolz (1880–1975).
- Römerhof (Horkheim), benannt 1970 nach Funden aus der Römerzeit.
- Römerpfad (Horkheim), benannt 1954 nach einer hier verlaufenden Straße aus der Römerzeit.
- Römerstraße (Neckargartach), benannt nach einer in der Römerzeit hier verlaufenden Straße.
- Römerweg (Frankenbach), benannt 1953 nach einer in der Römerzeit hier verlaufenden Straße.
- Röntgenstraße (Heilbronn), benannt 1947 nach dem Physiker Wilhelm Conrad Röntgen (1845–1923). Hieß zuvor Berrerstraße (ab 1936).
- Rötelstraße (Heilbronn), benannt 1971 nach einem Flurnamen auf Neckarsulmer Gemarkung. Dort liegt auch ein Großteil der Straße.
- Rolandstraße (Neckargartach), benannt 1938 nach dem Ritter Hruotland (ca. 736–778), auch genannt Roland, sagenhafter Held zur Zeit Karls des Großen.
- Rollwagstraße (Heilbronn), benannt 1959 nach dem Heilbronner Bürgermeister Johann Georg Rollwag (1579–1647). Hieß früher Braunauer Straße (1938–1945) und Innere Rosenbergstraße (1945–1959 sowie vor 1938).
- Rombachstraße (Böckingen), benannt 1991 nach dem Schriftsteller Otto Rombach (1904–1984) und seinem Bruder, dem Maler Hermann Rombach (1890–1970).
- Roseggerstraße (Heilbronn), benannt 1925 nach dem österreichischen Dichter Peter Rosegger (1843–1918).
- Rosenau (Heilbronn), benannt vor 1897 nach einem Flurnamen. Hieß vorher In der Rosenau (ab ca. 1885/86) und Rosenbergplatz (ab ca. 1874/75).
- Rosenbergbrücke (Heilbronn), benannt 1996 nach einem bereits 1482 erwähnten Flurnamen Rosenberg.
- Rosenbergstraße (Heilbronn), benannt 1938 nach einem bereits 1482 erwähnten Flurnamen Rosenberg. Hieß zuvor Äußere Rosenbergstraße (ab 1862) zur Unterscheidung von der Inneren Rosenbergstraße, der heutigen Rollwagstraße.
- Rosengartstraße (Heilbronn), benannt 1954 nach dem Rechtsanwalt und Heilbronner Gemeinderat und Ehrenbürger Max Rosengart (1855–1943).
- Rosengasse (Heilbronn, Altstadt), Benennungsdatum unbekannt. Nach einem Gasthof „Zur Rose“, erwähnt 1541.
- Rosenheimer Straße (Frankenbach), benannt 1974 nach der bayerischen Stadt Rosenheim. Hieß vorher Lerchenstraße (ab 1957).
- Rosenstraße (Neckargartach), benannt 1948 nach der Blume Rose. Hieß vorher Prinz-Eugen-Straße (1938–1945) und Blumenstraße (ab ca. 1938).
- Rosenweg (Biberach), benannt 1970 nach der Blume Rose. 1974 um die Eichendorffstraße ergänzt.
- Roßkampffstraße (Heilbronn), benannt 1878 nach Georg Heinrich von Roßkampff (1720–1794), Bürgermeister von Heilbronn von 1769 bis zu seinem Tod. Ursprünglich Roßkampfstraße, Schreibweise 1995 geändert.
- Rothenburger Straße (Heilbronn), benannt 1948 nach der bayerischen Stadt Rothenburg ob der Tauber. Hieß vorher Kärntner Straße (ab 1938).
- Rudolf-Harbig-Straße (Kirchhausen), benannt 1974 nach dem Leichtathleten Rudolf Harbig (1913–1944). Hieß vorher Im Bildstöckle (1962–1965) und Oststraße (ab 1930).
- Rückertstraße (Heilbronn), benannt 1948 nach dem Dichter Friedrich Rückert (1788–1866). Vorher Teil der Nordbergstraße.
- Rühlingshäuser Straße (Klingenberg), benannt 1970 nach der untergegangenen Ortschaft Rühlingshausen, die in der Nähe lag. Hieß vorher abschnittsweise Hauffstraße, Justinus-Kerner-Straße und Silcherstraße (alle benannt 1965).
- Rundstraße (Heilbronn), benannt 1938 nach dem Unternehmer Georg Friedrich Rund (1701–1786), der 1727 eine Heilbronner Spedition übernahm und unter seinem Namen weiterführte. Der Betrieb besteht als Georg Friedrich Rund GmbH noch heute.

## S
- Saarbrückener Straße (Frankenbach), benannt 1974 nach der saarländischen Landeshauptstadt Saarbrücken. Hieß zuvor Heilbronner Straße (ab 1913), 1976 um das Mühlgässle (historisch) ergänzt.
- Saarlandstraße (Böckingen), benannt 1958 anlässlich des Betrittes des Saarlandes zur Bundesrepublik Deutschland.
- Sachsenäckerstraße (Neckargartach, Sachsenäcker), benannt 1962 nach einem Flurnamen.
- Salzburger Straße (Böckingen), benannt 1938 nach der österreichischen Stadt Salzburg. Hieß 1947/48 kurzzeitig Adolf-Reichwein-Straße.
- Salzgrundstraße (Heilbronn), benannt 1909 nach dem unter Heilbronn liegenden Salzstock.
- Salzhafenbrücke (Heilbronn), benannt 1996. Brücke über die Zufahrt zum Salzhafen.
- Salzstraße (Heilbronn), benannt vor 1897[1] nach dem 1883 gegründeten Salzwerk Heilbronn. Hieß vorher Viehweg, Abschnitt 1961 umbenannt in Am Sülmertor.
- Sandbergsteige (Heilbronn), benannt 1956 nach einem Flurnamen.
- Sandgrubenweg (Horkheim), benannt 1964 nach früheren Sandgruben.
- Sankt-Alban-Gassen (Kirchhausen), benannt 1974 nach dem Heiligen Alban von Mainz, Patron der örtlichen Kirche St. Alban. Teilweise vorher Kirchgässle, Altes Rathausgässle (historisch), Backhausweg (ab ca. 1930), Kirchgasse (historisch) und Rathausgasse (ab ca. 1958).
- Sankt-Martin-Straße (Sontheim), benannt 1924 dem Heiligen Martin von Tours, Patron der Sontheimer Kirche St. Martinus.
- Schäfergasse (Heilbronn, Altstadt), historische Bezeichnung. 1333 haben sich dort die in die Stadt hereingeholten Bewohner von Altböckingen angesiedelt.
- Schaeuffelenstraße (Heilbronn), benannt 1901 nach dem Heilbronner Papierfabrikanten Gustav Schaeuffelen (1798–1848).
- Schafberg (Böckingen), benannt 1960 nach einem Flurnamen.
- Schafhausstraße (Frankenbach), benannt 1928 nach einem früheren Schafhaus. Hieß vorher Schafhausgasse (ab ca. 1906); 1974 um den Dorfgraben (benannt ca. 1939) ergänzt.
- Scheidemannstraße (Neckargartach), benannt 1945 nach dem Reichskanzler Philipp Scheidemann (1865–1939). Hieß vorher Wilhelmstraße (ab 1945), Paul-Scholpp-Straße (ab 1938) und Schlageterstraße (ab ca. 1933).
- Schellengasse (Heilbronn, Altstadt), Benennungsdatum unbekannt. Eine Schallengasse wird 1458 erwähnt, vermutlich nach einem Personennamen.
- Schellingstraße (Heilbronn), benannt 1933 nach dem Philosophen Friedrich Wilhelm Joseph Schelling (1775–1854).
- Scherweg (Heilbronn), benannt 1929 nach einem früheren Flurnamen.
- Schickhardtstraße (Heilbronn), benannt 1960 nach dem württembergischen Landesbaumeister Heinrich Schickhardt (1558–1635).
- Schießhausstraße (Heilbronn), benannt 1923 nach dem dort befindlichen Schießhaus.
- Schillerberg (Biberach), benannt 1974 nach einem Flurnamen. Hieß vorher Schillerweg (historisch).
- Schillerstraße (Heilbronn), benannt vor 1897[1] nach dem Dichter Friedrich Schiller (1759–1805).
- Schirrmannstraße (Heilbronn), benannt nach dem Gründer der deutschen Jugendherbergen Richard Schirrmann (1874–1961). War früher Standort der Heilbronner Jugendherberge.
- Schlegelstraße (Heilbronn), benannt 1911 nach dem Theologen Johann Rudolf Schlegel (1729–1790) und dem Professor Carl Albert Schlegel (1829–1894), dessen Witwe der Stadt eine Stiftung vermacht hat.
- Schleifweg (Frankenbach), benannt 1965 nach einem Flurnamen. Hieß vorher Blumenstraße (ab 1965).
- Schleusenbrücke Horkheim (Horkheim), Brücke über die Schleuse Horkheim. 2002 als Schleusenbrücke bezeichnet, später zur Unterscheidung von der Schleusenbrücke Wilhelmskanal umbenannt.
- Schleusenbrücke Wilhelmskanal (Heilbronn), benannt 1996 nach der Schleuse des Wilhelmskanals, über die die Brücke im Zuge der Kranenstraße führt.
- Schleusenstraße (Horkheim), benannt 1932 nach der Schleuse Horkheim am Ende der Straße. Hieß vorher Hauptstraße (ab ca. 1932) und Weite Gasse (historisch).
- Schlizstraße (Heilbronn), benannt 1923 nach dem württembergischen Oberamtmann und Heilbronner Ehrenbürger Joseph Christian Schliz (1781–1861).
- Schlossgasse (Horkheim), benannt 1901 nach der Burg Horkheim am Ende der Straße. Hieß vorher Judengasse (historisch), 1932/38 um den Kelterplatz (historisch) ergänzt.
- Schlossplatz (Kirchhausen), benannt 1945 nach dem Deutschordensschloss Kirchhausen. Hieß vorher Hindenburgplatz (ab 1933) und Äußerer Schlosshof, Teile früher Rathausgasse und Schulhausgasse (beide historisch).
- Schlossstraße (Kirchhausen), benannt 1930 nach dem Deutschordensschloss Kirchhausen. 1974 um die Frankfurter Straße (benannt 1930) und die Heilbronner Straße (1933–1945 Adolf-Hitler-Straße, vor 1930 Hauptstraße, historisch) erweitert.
- Schlossweg (Klingenberg), benannt 1928. Weg zum Neippergschen Schloss Klingenberg.
- Schluchterner Straße (Böckingen), benannt 1952 nach der Ortschaft Schluchtern (Gemeinde Leingarten, Landkreis Heilbronn).
- Schlüsseläckerstraße (Klingenberg), benannt 1970 nach einem Flurnamen. Hieß vorher Schubartstraße (ab 1965).
- Schlüsselgarnweg (Sontheim), benannt 1998 nach dem Markennamen Schlüsselgarn der früher ansässigen Zwirnerei Ackermann.
- Schmales Gässchen (Neckargartach), benannt 1938 nach seiner geringen Breite.
- Schmidbergstraße (Heilbronn), benannt 1910 nach dem Stadtkommandant von Heilbronn Ludwig von Schmidberg (1594–1657).
- Schmollerstraße (Heilbronn), benannt 1908 nach dem Ökonom Gustav von Schmoller (1838–1917).
- Schnepfbrunnenstraße (Frankenbach), benannt 1913 nach einem früheren Schnepfbrunnen.
- Schönbeinstraße (Heilbronn), benannt 1979 nach dem deutsch-schweizerischen Chemiker Christian Friedrich Schönbein (1799–1868).
- Schöntaler Gasse (Heilbronn, Altstadt), benannt 1955 nach dem früheren Schöntaler Hof und Kloster Schöntal. Vorher Hasengasse.
- Schoettlestraße (Heilbronn), benannt nach dem Industriellen Karl Gustav Johannes Schoettle (1869–1922), kaufmännischer Leiter der Zuckerfabrik Heilbronn.
- Schollenhaldenstraße (Böckingen), benannt 1920 nach einem Flurnamen.
- Schongauerstraße (Neckargartach), benannt 1962 nach dem Maler und Kupferstecher Martin Schongauer (ca. 1450–1491).
- Schozacher Straße (Heilbronn), benannt 1948 nach der Ortschaft Schozach (heute Gemeinde Ilsfeld, Landkreis Heilbronn). Hieß vorher Sankt Ingberter Straße (ab 1935).
- Schubartstraße (Heilbronn), benannt 1901 nach dem Dichter Christian Friedrich Daniel Schubart (1739–1791).
- Schuchmannstraße (Böckingen), benannt 1948 nach der Schuchmann’schen Brauerei. Hieß vorher Schafhausstraße (ab 1947/48), Grazer Straße (1938–1945) und Gartenstraße (ab 1874/75).
- Schüblerstraße (Heilbronn), benannt 1960 nach Johannes Schübler (1686–1757), Heilbronner Bürgermeister von 1734 bis 1757; nach dem Mathematiker Christian Ludwig Schübler (1754–1820), Bürgermeister von Heilbronn von 1802 bis 1803, Enkel von Johannes Schübler; sowie nach dem Bergrat Valentin von Schübler (1794–1862) und dem Naturwissenschaftler Gustav Schübler (1787–1834), beide Söhne von Christian Ludwig Schübler.
- Schützenstraße (Heilbronn), benannt 1923 nach der nahe gelegenen Schießbahn beim Schießhaus.
- Schulberg (Biberach), benannt 1974 nach dem alten Biberacher Schulhaus an der Straße. Hieß vorher Schulgasse (ab 1935) und Schafgasse (historisch).
- Schulbrunnenstraße (Kirchhausen), benannt 1956 nach einem Flurnamen.
- Schulgasse (Heilbronn, Altstadt), historische Bezeichnung, erstmals 1493 belegt. Benannt nach einer ansässigen Lateinschule. Zuvor und zeitweise gleichzeitig Grüningergasse, benannt nach dem Geschlecht von Grüningen
- Schulstraße (Frankenbach), benannt 1902 nach der ehemaligen Volksschule.
- Schultheiß-Hammer-Straße (Kirchhausen), benannt 1974 nach dem Kirchhausener Schultheiß Johann Paul Hammer (1844–1908), im Amt von 1883 bis 1908. Hieß vorher Friedenstraße (ab 1921).
- Schultheiß-Pfau-Straße (Neckargartach), benannt 1938 nach dem Neckargartacher Schultheiß Ludwig Konrad Pfau (1861–1925).
- Schumannstraße (Biberach), benannt 1974 nach dem Komponisten Robert Schumann (1810–1856).
- Schutzbarstraße (Sontheim), benannt 1938 nach dem Deutschordensmeister Johann Konrad Schutzbar genannt Milchling, der Sontheim 1570 sein Wappen verlieh.
- Schwabenstraße (Sontheim), benannt 1938 nach dem Volksstamm und der Landschaft Schwaben. Hieß vorher Schulstraße (ab ca. 1925).
- Schwabstraße (Heilbronn), benannt 1938 nach dem Pfarrer und Schriftsteller Gustav Schwab (1792–1850).
- Schwaigerner Straße (Böckingen), benannt 1952 nach der Stadt Schwaigern (Landkreis Heilbronn).
- Schwalbenweg (Böckingen, Kreuzgrund), benannt 1936 nach dem Vogel Schwalbe.
- Schweinsbergstraße (Heilbronn), benannt 1909 nach dem Schweinsberg, in dessen Richtung die Straße verläuft. Früher Steinweg (historisch).
- Schwibbogengasse (Heilbronn, Altstadt), historische Bezeichnung. Nach einem unter einem früheren Gebäude durchführenden Bogen, erwähnt 1615.
- Schwindstraße (Heilbronn), benannt 1933 nach dem Maler Moritz von Schwind (1804–1871).
- Seeligstraße (Böckingen, Gewerbegebiet Böckingen West), benannt 1973 nach der Familie Seelig, die 1859 eine Zichorienfabrik gegründet hat.
- Seeloch (Heilbronn), benannt 2001 nach einem Flurnamen. Teil gehörte vorher zur Straße In den Stahlbühlwiesen.
- Seestraße (Böckingen), benannt 1907 nach dem früheren Böckinger See. Hieß vorher Seegasse (historisch); 1947/48 ergänzt um die Schmidstraße (bis 1907 Schellengässle, historisch) und ein Teil der Lammstraße.
- Semmelweisstraße (Heilbronn), benannt 1966 nach dem Arzt Ignaz Semmelweis (1818–1865).
- Sepp-Herberger-Straße (Kirchhausen), benannt 1983 nach dem Fußballspieler und -trainer Sepp Herberger (1897–1977).
- Sichererstraße (Heilbronn), benannt vor 1897 nach dem Heilbronner Stadtarzt Philipp Sicherer (1803–1861).
- Sickingenstraße (Böckingen), benannt 1938 nach Ritter Franz von Sickingen (1481–1523), Unterstützer der Reformation. Zwischen 1992 und 2002 um einen Teil der Frundsbergstraße ergänzt.
- Siebenbürgenstraße (Horkheim), benannt 1974 nach der rumänischen Region Siebenbürgen, aus der sich viele Heimatvertriebenen angesiedelt haben. Hieß früher Markgraf-Ludwig-Straße (ab 1964).
- Siebeneichgasse (Heilbronn, Altstadt), schon 1588 benannt, vermutlich nach einem Personennamen.
- Siebenmorgenweg (Klingenberg), benannt 1965 nach einem Flurnamen.
- Siebennussbaumstraße (Heilbronn), benannt 1905 nach dem Flurnamen Siebennussbaumweg. 1953 teilweise aufgehoben, teilweise zur Villmatstraße.
- Siechenhausweg (Heilbronn), benannt 1948 nach dem früher dort befindlichen Siechenhaus.
- Siedlungsstraße (Frankenbach), benannt 1936 nach der zu Beginn der 1930er errichteten Siedlung. 1974 um die Brückenstraße ergänzt.
- Siedlungsweg (Neckargartach), benannt 1938 nach einer in den 1930er Jahren angelegten Siedlung.
- Siegfried-Gumbel-Straße (Heilbronn), benannt 1961 nach dem Rechtsanwalt und Gemeinderat Siegfried Gumbel (1874–1942).
- Silcherplatz (Heilbronn), benannt 1906 nach dem Liedkomponisten Friedrich Silcher.
- Silcherstraße (Heilbronn), benannt 1948 nach dem Liedkomponisten Friedrich Silcher. Vorher Teil der Steinstraße.
- Sinsheimer Straße (Böckingen, Schanz), benannt 1965 nach der badischen Stadt Sinsheim (Rhein-Neckar-Kreis).
- Slubicestraße (Sontheim), benannt 2005 nach der polnischen Stadt Słubice, Partnerstadt von Heilbronn seit 1998.
- Solothurner Straße (Heilbronn), benannt 1928 nach der schweizerischen Stadt Solothurn in Gedenken an die dort errichtete Schweizer Hilfe für Heilbronn nach dem Ersten Weltkrieg, die 1981 in die Städtepartnerschaft zwischen Solothurn und Heilbronn mündete.
- Sommerau (Sontheim), benannt 1924 nach einem Flurnamen.
- Sommerstraße (Böckingen), benannt 1948 nach der Jahreszeit Sommer. Hieß vorher Köbisstraße (ab 1947/48), Reichpietsch-Köppen-Straße (ab 1945), Wilhelm-Frick-Straße (ab 1933), Bebelstraße (ab 1930) und Uhlandstraße (benannt vor 1926).
- Sonnenbergstraße (Böckingen), benannt 1948 nach einem Flurnamen. Hieß vorher Silcherstraße (benannt zwischen 1920 und 1926).
- Sonnengasse (Heilbronn, Altstadt), nach dem 1796 gebauten Gasthaus „Zur Sonne“. Vorher Sesslergasse.
- Sonnenhalde (Klingenberg), benannt 1970 nach einem Flurnamen. Hieß vorher abschnittsweise Mörikestraße und Pestalozziweg (beide ab 1965).
- Sontheimer Brücke (Böckingen/Sontheim), benannt 1996 nach dem Heilbronner Stadtteil Sontheim.
- Sontheimer Landwehr (Heilbronn), benannt 1938 nach einem Flurnamen. Hieß auf Sontheimer Seite früher Landwehrstraße (ab 1932).
- Sontheimer Straße (Heilbronn), benannt vor 1897[1] nach dem heutigen Heilbronner Stadtteil Sontheim, zu dem die Straße führt. Hieß früher Sontheimer Weg.
- Spechtweg (Kirchhausen), benannt 1974 nach dem Vogel Specht. Hieß vorher Finkenweg (ab 1966).
- Spemannstraße (Sontheim), benannt 1979 nach dem Biologen Hans Spemann (1869–1941). Hieß vorher Otto-Hahn-Straße (ab 1972).
- Sperberweg (Böckingen, Kreuzgrund), benannt 1974 nach dem Vogel Sperber. Hieß vorher Drosselweg (ab 1936).
- Sperlingsberg (Biberach), benannt 1935 nach einem Flurnamen. Vorher Am Sperlingsberg (historisch).
- Sperlingweg (Böckingen, Kreuzgrund), benannt 1936 nach dem Vogel Sperling.
- Spethstraße (Sontheim), benannt 1938 nach dem Komtur der Deutschordens-Niederlassung Georg Adolph von Spaeth-Schülzburg (ca. 1672–1731).
- Speyerer Straße (Frankenbach), benannt 1974 nach der rheinland-pfälzischen Stadt Speyer. Hieß vorher Frankfurter Straße (ab 1913).
- Spitzwegstraße (Sontheim), benannt 1938 nach dem Maler Carl Spitzweg (1808–1885). Hieß vorher Saarstraße (ab ca. 1935) und Karlstraße (ab ca. 1913).
- Sporerweg (Sontheim), benannt 1955 nach dem Baumeister Bernhard Sporer (ca. 1460–1526).
- Staadäckerstraße (Horkheim), benannt 1955 nach einem Flurnamen.
- Stäffelesweg (Böckingen), benannt 1974 nach den dortigen Treppen (genannt Stäffele). Hieß vorher Staffelstraße (ab ca. 1915).
- Staehlenstraße (Sontheim), benannt 1938 nach dem Sontheimer Amtsnotar und Schultheiß Johann Christoph Staehlen (1800–1876).
- Staffelstraße (Biberach), benannt 1958 nach einer früheren Treppe (genannt Staffel). 1974 um die Kurze Straße (benannt 1958) erweitert.
- Staffelweg (Frankenbach), benannt 1957 nach einer Treppe (genannt Staffel).
- Starenweg (Böckingen, Kreuzgrund), benannt 1936 nach dem Vogel Star.
- Starnberger Straße (Frankenbach), benannt 1974 nach der bayerischen Stadt Starnberg. Hieß vorher Finkenweg (ab 1970).
- Stauchenstraße (Frankenbach), benannt 1935 nach dem früheren Wäschestauchen im Rotbach. Hieß vorher Stauchengässle (historisch).
- Staudingerweg (Sontheim)
- Staufenbergstraße (Sontheim), benannt 1929 nach dem Staufenberg, einem Berg südöstlich von Sontheim. Hieß vorher Weinbergstraße (ab 1925).
- Stedinger Straße (Böckingen), benannt 1938 in Andenken an den Stedingerkrieg. Hieß vorher Heilbronner Straße (ab ca. 1907) und Schafgasse.
- Stefan-Zweig-Straße (Biberach), benannt 1974 nach dem Schriftsteller Stefan Zweig (1881–1942). Hieß zuvor Kernerstraße (ab 1957).
- Steinäckerstraße (Böckingen, Gewerbegebiet Böckingen Nord), benannt 1954 nach einem Flurnamen.
- Steinhaldestraße (Frankenbach), benannt 1964 nach einem Flurnamen. Hieß vorher Steinhaldeweg (ab 1926).
- Steinstraße (Heilbronn), benannt vor 1897[1] nach den Schilfsandsteinbrüchen im Heilbronner Stadtwald. Teil 1948 umbenannt in Silcherstraße.
- Steinweg (Horkheim), benannt 1954 nach früheren Steinbrüchen.
- Stephanstraße (Heilbronn), benannt 1920 nach dem Generalpostdirektor der Deutschen Post Heinrich von Stephan (1831–1897).
- Sternenfelser Straße (Heilbronn), benannt 1948 nach der Ortschaft Sternenfels (Enzkreis). Hieß vorher Lüderitzstraße (ab 1936).
- Stettener Straße (Böckingen, Schanz), benannt 1965 nach der Ortschaft Stetten am Heuchelberg (Gemeinde Schwaigern, Landkreis Heilbronn).
- Stettenfelser Straße (Heilbronn), benannt 1948 nach Burg Stettenfels bei Untergruppenbach. Hieß vorher Mettlacher Straße (ab 1935).
- Stettiner Straße (Neckargartach, Sachsenäcker), benannt 1962 nach der polnischen Stadt Stettin.
- Steubenstraße (Heilbronn), benannt 1931 nach dem deutsch-amerikanischen General Friedrich Wilhelm von Steuben (1730–1794).
- Stielerstraße (Heilbronn), benannt 1901 nach dem Heilbronner Kommerzienrat Konstantin Stieler (1822–1912).
- Stockgartenweg (Böckingen), benannt 1952 nach einem Flurnamen.
- Stockheimer Straße (Böckingen), benannt 1948 nach der Ortschaft Stockheim (Gemeinde Brackenheim, Landkreis Heilbronn). Hieß vorher Friesenstraße (1938–1945) und Jahnstraße (ab 1911).
- Stockportstraße (Sontheim), benannt 1985 nach der britischen Stadt Stockport, seit 1982 Partnerstadt von Heilbronn.
- Stolzestraße (Heilbronn), benannt 1908 nach dem Stenografen Heinrich August Wilhelm Stolze (1798–1867).
- Stormweg (Heilbronn), benannt 1956 nach dem Schriftsteller Theodor Storm (1817–1888).
- Straßburger Straße (Kirchhausen), benannt 1974 nach der französischen Stadt Straßburg. Hieß vorher Bietigheimer Straße.
- Stresemannstraße (Böckingen, Schanz), benannt 1965 nach dem Reichskanzler Gustav Stresemann (1878–1929).
- Strombergstraße (Böckingen), benannt 1938 nach dem Stromberg, einem Höhenzug im Südwesten des Landkreises Heilbronn und angrenzenden Landkreisen. Hieß vorher Kurze Straße; 1989 um einen Teil der Zabergäustraße ergänzt.
- Sturzstraße (Böckingen), benannt 1920 nach einem früheren Flurnamen.
- Stuttgarter Brücke (Heilbronn), Brücke im Zuge der Stuttgarter Straße über die ehemaligen Gleise der Bottwartalbahn.
- Stuttgarter Straße (Heilbronn), benannt 1932 nach der baden-württembergischen Landeshauptstadt Stuttgart. Der Abschnitt zwischen Silcherplatz und Happelstraße hieß bis 1938 Schwabstraße (benannt 1906).
- Sudetenstraße (Neckargartach, Sachsenäcker), benannt 1962 nach dem Sudetenland.
- Südsee (Heilbronn), benannt 2013 nach einem angrenzenden Bauprojekt.
- Südstraße (Heilbronn), benannt vor 1897[1] nach ihrer Lage südlich der Innenstadt.
- Sülmermühlstraße (Heilbronn, Altstadt), nach der der Stadt gehörenden Sülmermühle am rechten Neckarufer. Sie wurde 1885 an die Firma Schaeuffelen verkauft und 1927 wieder von der Stadt erworben.
- Sülmerstraße (Heilbronn, Altstadt), 1628 erstmals unter diesem Namen erwähnt, zuvor als Landstraße (1430) und Neue Gasse (1525) bezeichnet. Historische Straße Richtung Sülmertor und Neckarsulm.
- Synagogenweg (Heilbronn), benannt 1928 nach der früher hier befindlichen Synagoge Heilbronn, die in der Reichspogromnacht 1938 zerstört und 1940 abgebrochen wurde.
- Szillaweg (Horkheim), benannt 1984 nach der Pflanze Szilla.

## T
- Tabakstraße (Horkheim), benannt 1964 nach einem früher dort befindlichen Trockenschuppen für den in Horkheim angebauten Tabak.
- Talheimer Straße (Horkheim), benannt 1932. Straße nach Talheim (Landkreis Heilbronn).
- Talstraße (Neckargartach), benannt 1928 nach der Lage im Leintal.
- Talweg (Biberach), benannt 1970 nach einem Flurnamen. Durchquert das Tal des Böllinger Bachs.
- Tannenweg (Böckingen, Kreuzgrund), benannt 1951 nach dem Baum Tanne.
- Tatschenweg (Neckargartach, Böllinger Höfe), benannt 1983 nach einem Flurnamen.
- Taubenweg (Kirchhausen), benannt 1974 nach dem Vogel Taube. Hieß vorher Starenweg (ab 1966).
- Taxisstraße (Horkheim), benannt 1955 nach der Firma Heinrich Taxis, die 1923 nach Heilbronn kam.
- Teichäckerweg (Klingenberg), benannt 1970 nach einem Flurnamen. Hieß vorher Beethovenstraße (ab 1965).
- Teichstraße (Böckingen), benannt vor 1938 nach einem früheren Teich zwischen Bachstraße und Mühlstraße.
- Teutonenstraße (Frankenbach), benannt 1979 nach dem Volksstamm der Teutonen.
- Theodor-Fischer-Straße (Heilbronn, Neckarbogen), benannt 2016 nach dem Architekten Theodor Fischer (1862–1938).
- Theodor-Heuss-Straße (Klingenberg), benannt 1970 nach dem deutschen Bundespräsidenten Theodor Heuss (1884–1963). Hieß zuvor abschnittsweise Heilbronner Straße, Hauptstraße und Nordheimer Straße (alle benannt 1928).
- Theodor-Körner-Straße (Neckargartach), benannt 1938 nach dem Dichter Theodor Körner (1791–1813). Hieß früher Kernerstraße (temporär ab 1945 und ab ca. 1909) und Mühlweg (ab ca. 1903).
- Theodor-Zimmermann-Straße (Böckingen), benannt 1991 nach dem Heilbronner Pfarrer Theodor Zimmermann (1893–1974), Begründer der Freizeiten auf dem Gaffenberg.
- Theophil-Wurm-Straße (Heilbronn), benannt 1954 nach dem Theologen Theophil Wurm (1868–1953).
- Theresienstraße (Heilbronn), benannt 1951 in Anlehnung an die angrenzende Theresienwiese; hier wurde 1815 der österreichischen Armee der Maria Theresia-Orden verliehen. Hieß zuvor Kätchenstraße (ab 1923).
- Thomas-Mann-Straße (Biberach), benannt 1974 nach dem Schriftsteller Thomas Mann (1875–1955). Hieß zuvor Goethestraße (ab 1968).
- Thomastraße (Sontheim), benannt 1972 nach dem Maler Hans Thoma (1839–1924).
- Thomaswert (Heilbronn), benannt 1998 nach einem Flurnamen.
- Tilsiter Weg (Neckargartach), benannt 1975 nach der russischen Stadt Sowetsk (deutsch: Tilsit).
- Tischbeinstraße (Sontheim), benannt 1956 nach dem Maler Johann Heinrich Wilhelm Tischbein (1751–1829).
- Titotstraße (Heilbronn), benannt vor 1897[1] nach Heinrich Titot (1796–1871), Heilbronner Stadtschultheiß von 1835 bis 1848, anschließend Oberamtspfleger bis 1870. Verfasste mehrere Schriften zur Stadtgeschichte. Die Straße war zuvor Teil der Jägerhausstraße.
- Tölzer Straße (Frankenbach), benannt 1974 nach der bayerischen Stadt Bad Tölz. Hieß vorher Drosselweg (ab 1970).
- Tränkgasse (Klingenberg), benannt 1928 möglicherweise nach einer Viehtränke.
- Trappensee (Heilbronn), historischer Flurname nach dem Trappensee.
- Traubenstraße (Heilbronn), benannt 1947 nach den Weintrauben der Heilbronner Rebflächen. Hieß vorher Clausewitzstraße (benannt 1936).
- Traunsteiner Straße (Frankenbach)
- Trautenhof (Heilbronn, Altstadt), erneut benannt 1954, wohl nach einem früheren Familiennamen
- Trollingerstraße (Heilbronn), benannt 1948 nach der Rotwein-Traubensorte Trollinger. Hieß vorher Friedrich-Engels-Straße (ab 1947/48), Admiral-Spee-Straße (ab 1933) und Wilhelm-Blos-Straße (ab 1931).
- Truchseßweg (Böckingen), benannt 1954 nach dem Georg III. Truchseß von Waldburg-Zeil (1488–1531), bekannt als Bauernjörg, Heerführer im Deutschen Bauernkrieg.
- Tscherningstraße (Heilbronn), benannt 1911 nach einer alteingesessenen Heilbronner Familie Tscherning.
- Tulpenstraße (Neckargartach), benannt 1948 nach der Blume Tulpe.  Hieß vorher Gerhart-Hauptmann-Straße (ab 1945), Gottscheer Straße (ab 1938) und Roseggerweg (ab 1938).
- Tulpenweg (Kirchhausen), benannt 1966 nach der Blume Tulpe.
- Turmstraße (Heilbronn, Altstadt), benannt nach dem Bollwerksturm am westlichen Ende der Straße. Zuvor Bollwerkstraße und Presteneck(er)straße (beide historisch).
- Turnerstraße (Böckingen), benannt vor 1938 nach einem früheren Turnplatz in der Nähe.

## U
- Uhdestraße (Sontheim), benannt 1938 nach dem Maler Fritz von Uhde (1848–1911). Hieß vorher Schillerstraße.
- Uhlandstraße (Heilbronn), benannt vor 1897[1] nach dem Dichter Ludwig Uhland (1787–1862).
- Ulmenweg (Böckingen, Kreuzgrund), benannt 1951 nach dem Baum Ulme.
- Ulrich-Fischer-Weg (Böckingen), benannt nach Ulrich Fischer, einem Anführer der Bauern im Deutschen Bauernkrieg.
- Ulrich-Stechele-Straße (Heilbronn), benannt 2002 nach dem Politiker Ulrich Stechele (1941–2001).
- Ulrichstraße (Neckargartach), benannt 1938 nach Herzog Ulrich von Württemberg (1487–1550). Hieß vorher Friedrichstraße (ab ca. 1909).
- Untere Kanalstraße (Horkheim), benannt 1932 nach der Lage am Neckarkanal Horkheim.
- Untere Neckarstraße (Heilbronn, Altstadt), benannt nach ihrer Lage am Neckar
- Unterer Kindsbergweg (Heilbronn), benannt 1972 nach einem Flurnamen.
- Unterlandstraße (Biberach), benannt 1974 nach der Region Unterland. Hieß vorher Heilbronner Straße (ab 1935), Teil vorher Keltergasse (historisch).
- Urbanstraße (Heilbronn), benannt vor 1897[1] nach dem heiligen Urban I., dem Schutzpatron der Weingärtner.

## V
- Veilchenweg (Kirchhausen), benannt 1966 nach der Blume Veilchen.
- Verdistraße (Biberach), benannt 1979 nach dem Komponisten Giuseppe Verdi (1813–1901).
- Victoria-Wolff-Weg (Heilbronn), benannt 1999 nach der Schriftstellerin Victoria Wolff (1903–1992).
- Viehweide (Böckingen), benannt 1991 nach einem Flurnamen.
- Viktor-Scheffel-Straße (Heilbronn), benannt 1927 nach dem Dichter Joseph Victor von Scheffel (1826–1886).
- Villmatstraße (Heilbronn), benannt 1905 nach einem Flurnamen.
- Virchowstraße (Heilbronn), benannt 1947 nach dem Arzt Rudolf Virchow (1821–1902). Hieß vorher Lettow-Vorbeck-Straße (ab 1936).
- Vogelsangstraße (Böckingen), benannt 1948 nach einem Flurnamen, wohl nach einem mit Büschen bewachsenen Ort, an dem sich Vögel bevorzugt aufhielten. Hieß vorher Liebknechtstraße (ab 1947/48) und Eupener Straße (ab 1935).
- Von-Klug-Straße (Biberach), benannt 1974 nach dem Generalmajor Thomas von Klug (gestorben 1661). Hieß vorher abschnittsweise Friedhofstraße (ab 1933) und Hölderlinstraße (ab 1957).
- Von-Witzleben-Straße (Heilbronn), benannt 1945 nach dem Widerstandskämpfer Erwin von Witzleben (1881–1944). Hieß vorher Litzmannstraße (ab 1936).

## W
- Wacholderweg (Böckingen), benannt 1947 nach der Pflanze Wacholder. Hieß vorher Saarburger Weg (ab 1938).
- Wachtelweg (Kirchhausen), benannt 1974 nach dem Vogel Wachtel. Hieß vorher Drosselweg (ab 1966).
- Wacksstraße (Heilbronn), benannt 1923 nach Adam Christian Wacks, Heilbronner Bürgermeister von 1730 bis 1732, sowie dessen Sohn Gottlob Moriz Christian von Wacks, ebenfalls Heilbronner Bürgermeister von 1770 bis 1803.
- Wagenburgstraße (Horkheim), benannt 1977 nach einem Flurnamen.
- Waiblingerstraße (Heilbronn), benannt 1911 nach dem Dichter Wilhelm Waiblinger (1804–1830).
- Walheimer Straße (Heilbronn), benannt 1947 nach der Ortschaft Walheim (Landkreis Ludwigsburg). Hieß zuvor Tangastraße (ab 1936).
- Walter-Gropius-Straße (Heilbronn, Neckarbogen), benannt 2016 nach dem Architekten Walter Gropius (1883–1969).
- Wannenäckerstraße (Neckargartach, Böllinger Höfe), benannt 1979 nach einem Flurnamen.
- Wartbergsteige (Heilbronn), benannt 1962 nach dem Wartberg, zu dem die Straße hin ansteigt.
- Wartbergstraße (Heilbronn), benannt vor 1897 nach dem Wartberg, auf den die Straße zuläuft. Hieß nördlich der Bahnlinie bis 1962 Äußere Wartbergstraße (benannt 1911).
- Weberstraße (Neckargartach), benannt 1945 nach dem Drama Die Weber von Gerhart Hauptmann. Hieß vorher Salzwerksiedlung (ab 1945) und Saarstraße (ab 1936).
- Weidenmannsgasse (Frankenbach), benannt 1913 nach einem alten Frankenbacher Geschlecht. Hieß vorher Kleines Allmendgässle (historisch).
- Weidenweg (Horkheim), benannt 1984 nach dem Baum Weide.
- Weigandtweg (Böckingen, Kreuzgrund), benannt 1938 nach Friedrich Weigandt, Verfasser des Reformationsprogramms und des Verfassungsentwurfs, der dem in Heilbronn Mitte Mai 1525 tagenden Bauernrat zur Beratung vorlag.
- Weinbergstraße (Neckargartach), benannt 1945 nach einem Flurnamen. Hieß vorher Ernst-Weinstein-Straße (ab 1938) und Horst-Wessel-Straße (ab ca. 1936).
- Weingartspfädle (Böckingen), benannt 1976 nach einem Flurnamen.
- Wein-Panoramaweg (Heilbronn), benannt 2006 nach seiner Lage in den Weinbergen unterhalb des Wartberges.
- Weinsberger Straße (Heilbronn), Benennungsdatum unbekannt. Nach der Stadt Weinsberg, in deren Richtung die Straße von der Altstadt führt.
- Weipertstraße (Heilbronn), benannt nach Johann Michael Weipert (1822–1904), Gründer der Heilbronner Firma J. Weipert & Söhne, die auf die Herstellung landwirtschaftlicher Maschinen spezialisiert war und sich an der Straße befand.
- Weirachstraße (Biberach), benannt 1974 nach einem Flurnamen. Hieß vorher Großgartacher Straße (ab 1935) und Lauffener Straße.
- Weißbaumstraße (Biberach), benannt 1953 nach einem Flurnamen.
- Welschstraße (Böckingen), benannt 1967 nach dem Böckinger Stadtpfarrer und Ehrenbürger Ernst Welsch (1886–1944).
- Wendelinstraße (Kirchhausen), benannt nach dem Bauernheiligen Wendelin. Hieß vorher Kernerstraße (ab 1965).
- Werderstraße (Heilbronn), benannt 1897 nach dem General August von Werder (1808–1887). Hieß 1948 kurzzeitig Karl-Legien-Straße.
- Wertheimer Straße (Kirchhausen), benannt 1974 nach der Stadt Wertheim (Main-Tauber-Kreis). Hieß vorher Karlsruher Straße.
- Weststraße (Heilbronn), benannt vor 1879 nach ihrer Lage westlich der Innenstadt. Hieß früher Gustloffstraße (1936 bis spätestens 1953).
- Widmannstraße (Neckargartach), benannt 1929 nach dem Heilbronner Papierfabrikanten Johann Jakob Widmann (1799–1876), Erbauer der Widmann'schen Papierfabrik am Ende der Straße.
- Wielandweg (Heilbronn), benannt 1933 nach dem Dichter Christoph Martin Wieland (1733–1813).
- Wieselweg (Biberach), benannt 1974 nach dem Tier Wiesel.
- Wiesenweg (Biberach), benannt 1973 nach früher dort befindlichen Wiesen.
- Wildecker Straße (Heilbronn), benannt 1948 nach Burg Wildeck bei Abstatt (Landkreis Heilbronn). Hieß zuvor Lützowstraße (ab 1936).
- Wilhelm-Blos-Straße (Heilbronn), benannt 1945 nach dem Politiker Wilhelm Blos (1849–1927). Hieß zuvor Theodor-Fritsch-Straße (ab 1935)
- Wilhelm-Busch-Straße (Heilbronn), benannt 1935 nach dem Humoristen und Dichter Wilhelm Busch (1832–1908).
- Wilhelm-Flinspach-Straße (Biberach), benannt 1973 nach dem Biberacher Bürgermeister Wilhelm Flinspach (1891–1968).
- Wilhelm-Leuschner-Straße (Böckingen), benannt 1947 nach dem Politiker und Widerstandskämpfer Wilhelm Leuschner (1890–1944). Hieß vorher Andreas-Hofer-Straße (1938–1945) und Steinstraße (benannt zwischen 1907 und 1910).
- Wilhelm-Mattes-Weg (Heilbronn), benannt 1994 nach dem Lehrer und Heimatforscher Wilhelm Mattes (1884–1960).
- Wilhelm-Schäffer-Straße (Neckargartach), benannt 1988 nach dem Neckargartacher Maler Wilhelm Schäffer (1891–1976).
- Wilhelmstraße (Heilbronn), benannt 1840/41 nach dem württembergischen König Wilhelm I. (1781–1864). Hieß früher Tübinger Straße (temporär 1947) und Wiener Straße (1938–1945).
- Will-Schaber-Straße (Heilbronn), benannt 1995 nach dem Journalisten Will Schaber (1905–1996), Träger des Ehrenringes der Stadt Heilbronn.
- Willy-Brandt-Platz (Heilbronn), benannt 2013 nach dem deutschen Bundeskanzler Willy Brandt (1913–1992). Zuvor als Bahnhofsvorplatz bezeichnet, offiziell unbenannt.
- Willy-Mayer-Brücke (Heilbronn), benannt 2005 nach dem Heilbronner Hotelier Willy Mayer (1907–1978), der 1959 das Insel-Hotel auf der Insel Hefenweiler gründete; die Brücke verbindet diese mit dem Festland.
- Wimpfener Straße (Neckargartach), benannt 1909 nach der Stadt Bad Wimpfen (Landkreis Heilbronn).
- Wimpfener Weg (Kirchhausen), benannt 1930 nach der Stadt Bad Wimpfen (Landkreis Heilbronn). 1974 um die Weststraße (benannt 1921 und 1930) erweitert.
- Windgasse (Heilbronn, Altstadt), Benennungsdatum unbekannt, um 1500 Spönlinsgasse. Wohl so benannt wegen des dort herrschenden Durchzugs (schon im 17. Jahrhundert).
- Winzerstraße (Heilbronn), benannt 1925 nach den Heilbronner Winzern.
- Wittumhalde (Klingenberg), benannt 1970 nach einem Flurnamen. Hieß vorher Uhlandstraße (ab 1965).
- Wittumweg (Kirchhausen), benannt 1954 nach dem Flurnamen Wittumäcker.
- Wohlgelegen (Heilbronn), benannt 1998 nach einem Flurnamen. Dieser geht auf den Mannheimer Stadtteil Wohlgelegen und die dort ansässige Chemische Fabrik Wohlgelegen zurück; durch deren Fusion mit der Heilbronner Ansiedlung der Kali-Chemie zur Chemischen Fabrik Wohlgelegen bei Mannheim und Heilbronn gelangte er nach Heilbronn.
- Wolfganggasse (Heilbronn, Altstadt), Benennungsdatum unbekannt, nach einer Kapelle des heiligen Wolfgang. Früher St.-Wolfgang-Gasse.
- Wollhausstraße (Heilbronn), benannt vor 1897[1] nach dem Wollhaus, einer früheren Woll- und Lederhalle beim Fleiner Tor. An gleicher Stelle befindet sich heute das Wollhauszentrum.
- Wormser Straße (Kirchhausen), benannt 1974 nach der rheinland-pfälzischen Stadt Worms. Hieß vorher Friedhofstraße (ab 1962).
- Würzburger Straße (Frankenbach), benannt 1974 nach der bayerischen Stadt Würzburg. Hieß vorher Neckargartacher Straße (ab ca. 1936).
- Wüstenroter Straße (Heilbronn), benannt 1947 nach der Ortschaft Wüstenrot (Landkreis Heilbronn). Hieß vorher Yorckstraße (ab 1933).
- Wunnensteinstraße (Heilbronn), benannt 1961 nach dem Berg Wunnenstein.

## Z
- Zabergäustraße (Böckingen), benannt 1938 nach der Landschaft Zabergäu im Südwesten des Landkreises Heilbronn. Hieß vorher Oststraße (ab 1907). Teile 1989 zur Maulbronner Straße und zur Strombergstraße.
- Zaha-Hadid-Platz (Heilbronn, Neckarbogen), benannt 2021 nach der Architektin Zaha Hadid (1950–2016).
- Zehentgasse (Heilbronn, Altstadt), Benennungsdatum unbekannt. Nach dem früher dort wohnenden Geschlecht der Zähe (Zehe, Zäch, Zech), das schon 1399 erwähnt wird.
- Zeisigstraße (Biberach), benannt 1974 nach dem Vogel Zeisig. Hieß vorher Friedenstraße (ab 1952).
- Zellerstraße (Böckingen), benannt 1947 nach dem Pfarrer und Böckinger Ehrenbürger Rudolf Zeller (1867–1937). Hieß vorher Treitschkestraße (ab 1938) und Bismarckstraße (ab ca. 1926).
- Zeppelinstraße (Heilbronn), benannt 1925 nach dem General und Luftschiffkonstrukteur Ferdinand von Zeppelin (1838–1917).
- Ziegeleistraße (Biberach), benannt 1946 nach der früheren Biberacher Ziegelei. Hieß vorher Kirchhäuser Straße (ab 1935, teilweise historisch).
- Ziegeleiweg (Böckingen), benannt 1974 nach der früheren Ziegelei Böckingen, hieß vorher Ziegeleistraße (ab ca. 1911).
- Zieglerstraße (Heilbronn), benannt nach dem langjährigen Gemeinderat, Ziegel- und Zementwarenfabrikant Ernst Friedrich Ziegler (1829–1892).
- Ziemssenstraße (Böckingen), benannt 1960 nach dem Böckinger Pfarrer Wilhelm Benjamin Ziemssen (1873–1932). Hieß vorher Sonnenhalde (ab 1948), Memeler Straße (ab 1933) und Zeppelinstraße (benannt zwischen 1920 und 1926).
- Zückwolfstraße (Neckargartach), benannt 1938 nach dem Neckargartacher Pfarrer Daniel Zückwolf (1632–1675). Hieß früher Kurze Straße (temporär ab 1945 und ab ca. 1903). 1988 um einen Teil der Bodelschwinghstraße erweitert.
- Zügelstraße (Heilbronn), benannt 1947 nach dem Maler Heinrich von Zügel (1850–1941). Hieß vorher Albertistraße (ab 1935) und Friedrich-Naumann-Straße (ab 1927).
- Zwirnereistraße (Sontheim), benannt 1988 nach der ehemaligen Zwirnerei Ackermann, auf deren Gelände sich die Straße befindet.